# Collezione Odescalchi

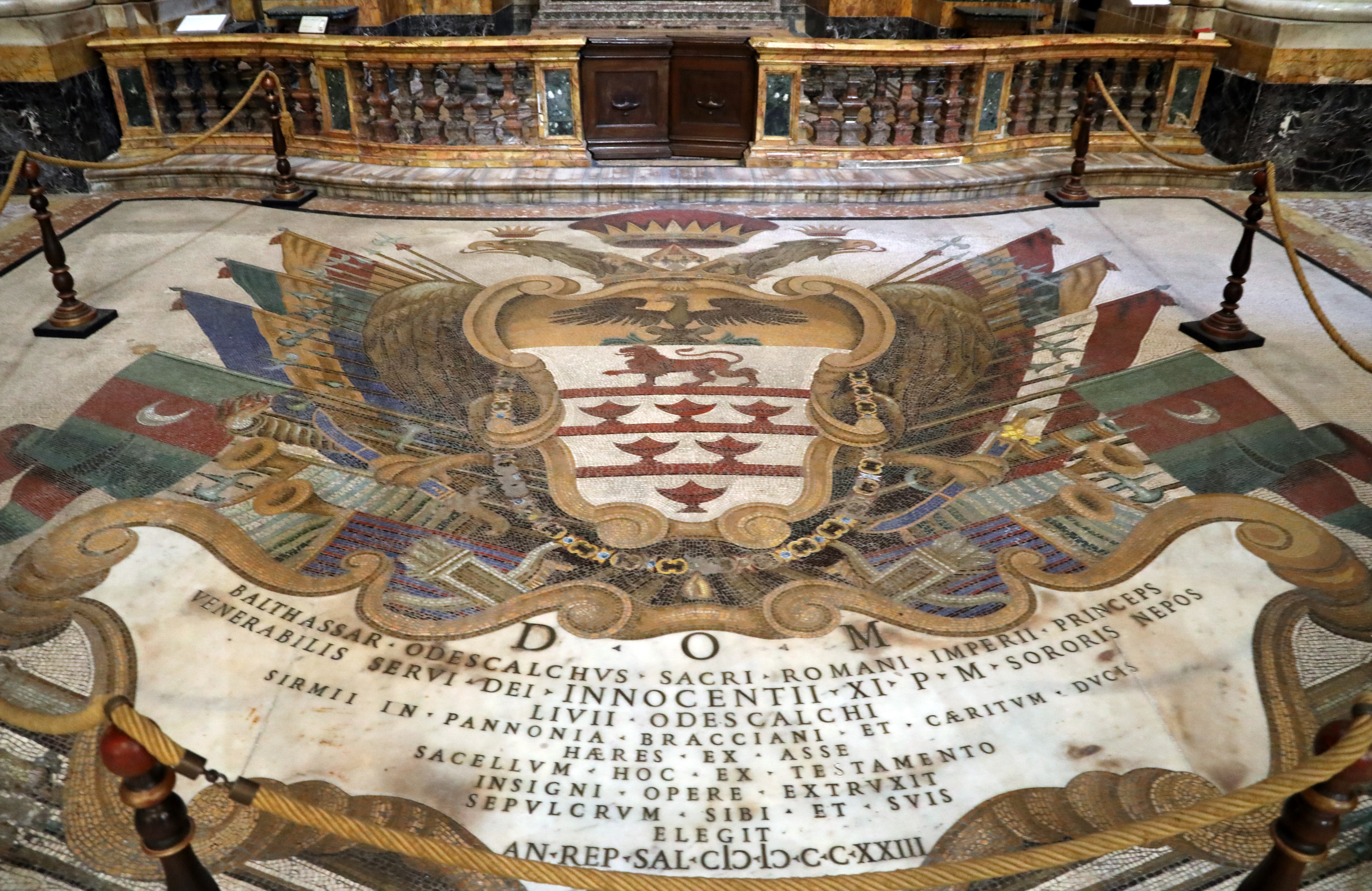
Stemma Odescalchi nella cappella gentilizia della basilica dei Santi Apostoli a Roma

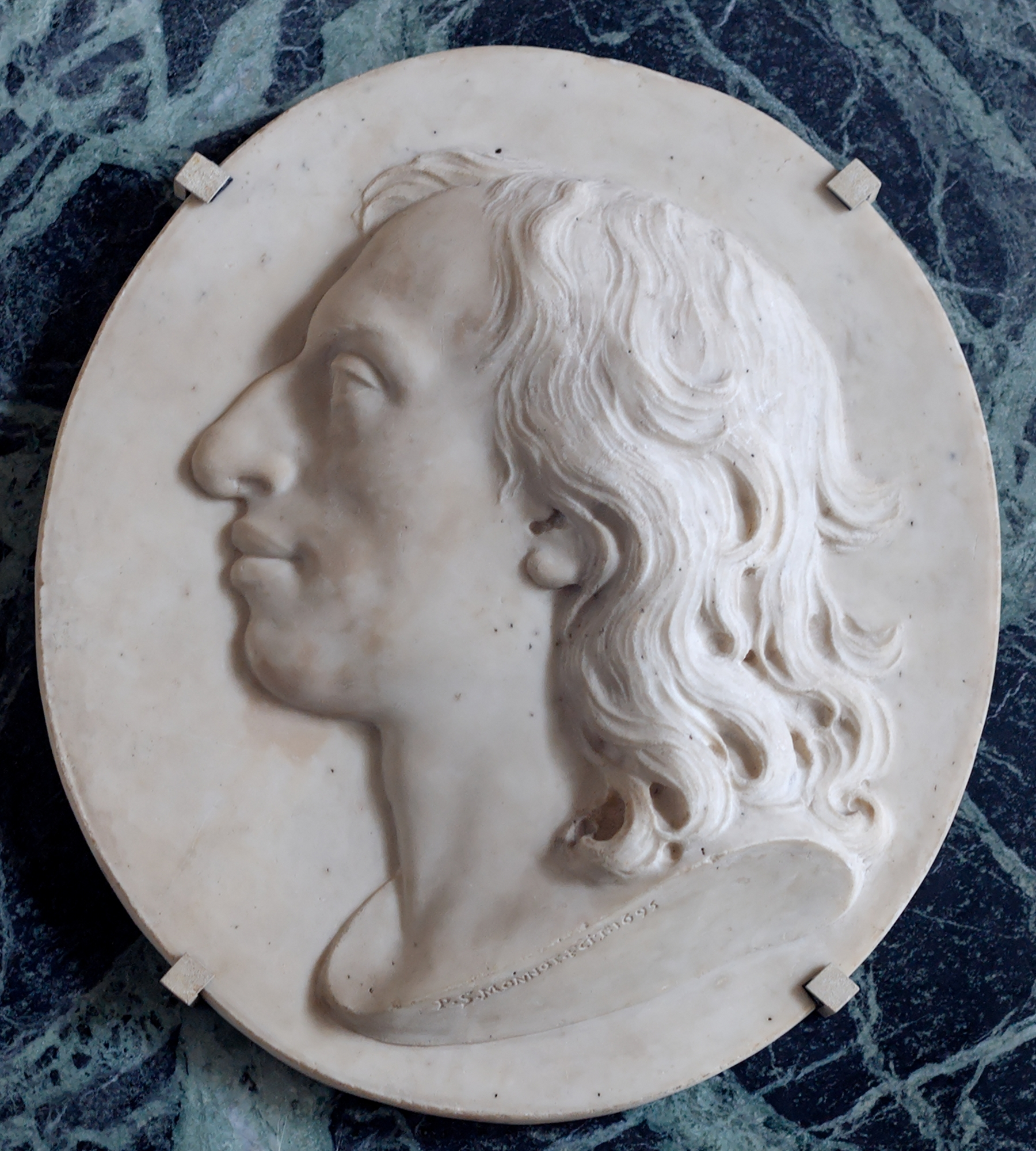
Pierre Etienne Monnot, Ritratto del principe Livio Odescalchi, Museo del Louvre, Parigi

La Conversione di san Paolo, del Caravaggio rappresenta il pezzo pregiato della raccolta, ancora attualmente appartenente alla collezione privata sita nel palazzo Odescalchi ai Santi Apostoli

La collezione Odescalchi è una collezione d'arte privata di Roma nata nel XVII secolo e appartenente all'omonima famiglia di origini comasche.
Lo sviluppo della raccolta si deve essenzialmente al principe Livio Odescalchi, nipote di papa Innocenzo XI, appassionato delle arti e grande collezionista del tempo. Il ramo familiare diretto si estingue tuttavia già con la morte del nobile stesso, pertanto la linea di discendenza che eredita la raccolta, i possedimenti e i titoli familiari proviene da quelli di Lucrezia, sorella del pontefice, sposata con un esponente della famiglia Erba di Como.
La collezione viene alienata in prima istanza da Baldassarre Erba Odescalchi a partire dal terzo decennio del XVIII secolo, dove diverse opere trovano la strada del mercato estero (Spagna e Francia). Alla fine del XIX secolo un altro gruppo di opere viene ceduto dagli eredi in favore dello Stato italiano, confluendo nelle Gallerie nazionali d'arte antica e nel Museo nazionale di Palazzo Venezia di Roma. Un'altra parte della collezione rimane oggi di proprietà privata della famiglia, divisa tra il castello di Bracciano, il palazzo romano di piazza Santi Apostoli, tra cui il pezzo più celebre della raccolta, ossia la prima versione della Conversione di san Paolo del Caravaggio, entrata nelle collezioni Odescalchi solo nella metà del Novecento grazie alla dote della marchesa genovese Maria Roberta Balbi Senarega, ed i castelli di Palo e di Santa Marinella.

## Storia

### Seicento

#### L'ascesa della famiglia nella Curia romana (1658-1673)
La famiglia Odescalchi ha origini nobiliari già ab antiquo nella città di Como, dove aveva particolare prestigio ed influenza sia sociale che economica. L'ascesa tra gli ambienti cardinalizi di Roma sono invece avvenuti a partire dal 1658, quando Benedetto Odescalchi arrivò in città dopo una breve parentesi vescovile a Novara. Inizialmente questi dimorava in piazza di Campitelli assieme alla schiera di collaboratori e familiari giunti al suo seguito da Como, nel palazzo poi divenuto Patrizi-Clementi, che raggiunse il massimo di presenze nell'edificio nel 1669, con ben ventiquattro persone attive al servizio del cardinale. Tra questi vi era anche Marco Antonio Odescalchi, sacerdote cugino di Benedetto, già stabilmente a Roma a partire dagli anni '30, confratello dell'oratorio di San Filippo Neri presso la chiesa di Santa Maria in Vallicella e che fece da apriporta alla Curia romana per il più giovane cugino.
Carlo Odescalchi, fratello di Benedetto, rimase invece a Como a gestire gli affari di famiglia sparsi in terra d'origine. L'uomo morì nel 1673 e per volontà testamentaria lasciò i suoi beni al figlio Livio, allora ancora adolescente, i quali sarebbero stati tenuti sotto la tutela giuridica di Benedetto fino al compimento della maggiore età, e presso cui il ragazzo si sarebbe quindi dovuto recare di lì a breve per intraprendere la sua carriera professionale.

#### Livio Odescalchi erede universale dei beni di famiglia (1674)
Nel 1674 Benedetto stila anch'egli testamento lasciando ancora una volta tutti i suoi beni a Livio, su cui si manifesta a questo punto in maniera ancor più pressante la necessità di un suo trasferimento a Roma, mentre per agli altri nipoti furono elargiti generosi vitalizi che consentirono loro di conservare lo status acquisito. L'atto risulta essere una sostanziale conferma di un altro già declarato dallo stesso porporato nel 1658, compreso l'istituto del fidecommesso con vincolo di primogenitura maschile perpetua voluto allora. Pertanto, premesso che la discendenza familiare non potesse che provenire dalla linea di Carlo Odescalchi, qualora fosse venuto a mancare il maschio erede si sarebbe dovuto dare seguito alla discendenza attraverso la primogenita femmina, i cui eredi però avrebbero dovuto portare il cognome e i titoli del casato, senza neanche doverlo unire a quello paterno, mentre se fosse venuta a mancare anche la discendenza femminile, caso che poi effettivamente si verificherà, si sarebbe dovuti passare alla linea della sorella Lucrezia, sposata con un esponente della famiglia Erba, sempre con l'obbligo che la sua discendenza conservasse il solo cognome e titoli Odescalchi.
I beni ereditati sarebbero dovuti essere inalienabili e indivisibili nella loro integrità, anche rispetto ad eventuali doti o vendite per fronteggiare posizioni debitorie urgenti, pena la decadenza immediata del diritto di successione acquisito. Nel testamento del 1674 di Benedetto gli edifici religiosi interessati da donazioni furono sostanzialmente due, quelli gesuiti di Roma e la chiesa di Santa Maria in Campitelli, mentre a Como e Novara un cospicuo fondo fu destinato ai due ospedali maggiori delle città. Particolare attenzione meritò anche Antonio Maria Erba, il quale oltre ad essere nominato esecutore testamentario universale, fu investito di una rendita di 1.000 scudi milanesi annui e la curatela dell'eredità di Livio Odescalchi qualora fosse stato ancora minorenne al momento del decesso di Benedetto.
Tra il 1674 e il 1675, dietro anche incessanti pressioni da parte di Benedetto, Livio si trasferisce a Roma, dove vive sotto il diretto controllo dello zio, incline a comandare e decidere per i nipoti le loro sorti e gli stili di vita. Ciò avvenne infatti anche per le sorelle di Livio, Giovanna e Paola Beatrice, entrambe destinate alla vita monastica (da cui Giovanna poi si allontanerà successivamente trovando nozze con Carlo Borromeo Arese). Livio intraprende invece gli studi filosofici-giuridici presso i gesuiti del Collegio Romano e si dimostra sin da subito incline all'arte, all'alchimia e all'astrologia.
Livio, unico maschio del casato della discendenza diretta, divenuto erede universale di tutte le ricchezze accumulate fino a quel momento dalla famiglia, segna dunque con determinatezza le sorti del casato, incluse quelle in campo artistico, di cui si mostrerà grande collezionista accumulando opere per la raccolta familiare, ma anche in quello patrimoniale, acquisendo immobili di particolare prestigio che culmineranno con la definitiva ascesa della famiglia nell'élite romana grazie alla salita al soglio pontificio dello zio da lì a breve (nel 1676). In questo scenario si registrano nel frattempo le prime committenze artistiche avanzate a Lazzaro Baldi, Gian Lorenzo Bernini, Carlo Fontana e Carlo Buratti.

#### L'elezione pontificia di Innocenzo XI (1676)

Baciccio (cerchia di), Ritratto di Innocenzo XI, castello Odescalchi, Bracciano

Una volta che Benedetto divenne papa col nome di Innocenzo XI nel 1676, la famiglia Odescalchi occupò stabilmente tutti i più alti incarichi della società romana. Il suo pontificato fu rigido e severo, all'insegna dell’austerità, tanto che impose molte limitazioni agli spettacoli teatrali, alle manifestazioni popolari e soprattutto, a differenza dei suoi predecessori, non furono nominati cardinal-nipoti.
Innocenzo XI applicò una politica anti-nepotista dove se è vero che tutte le personalità a lui vicine beneficiarono dei privilegi ottenibili con l'elezione pontificia, è anche vero che nessuno fu incaricato di amministrare le finanze vaticane. Il cardinale di famiglia, Benedetto Erba Odescalchi, non fu mai investito del ruolo di cardinal nipote, ma rimase sempre ad operare nel nord, mentre Livio viveva riverso nelle agiatezze familiari, derivanti dagli investimenti su varie piazze europee (in particolare a Vienna e ad Amsterdam oltre che presso le altre proprietà tra Milano e Como), sui banchi di cambio (a Genova e a Venezia), sulle dogane (ancora a Venezia), oltre ad una ingente liquidità, potendo disporre di una rendita annua pari a circa 40.000 scudi.

#### La collezione di Livio Odescalchi

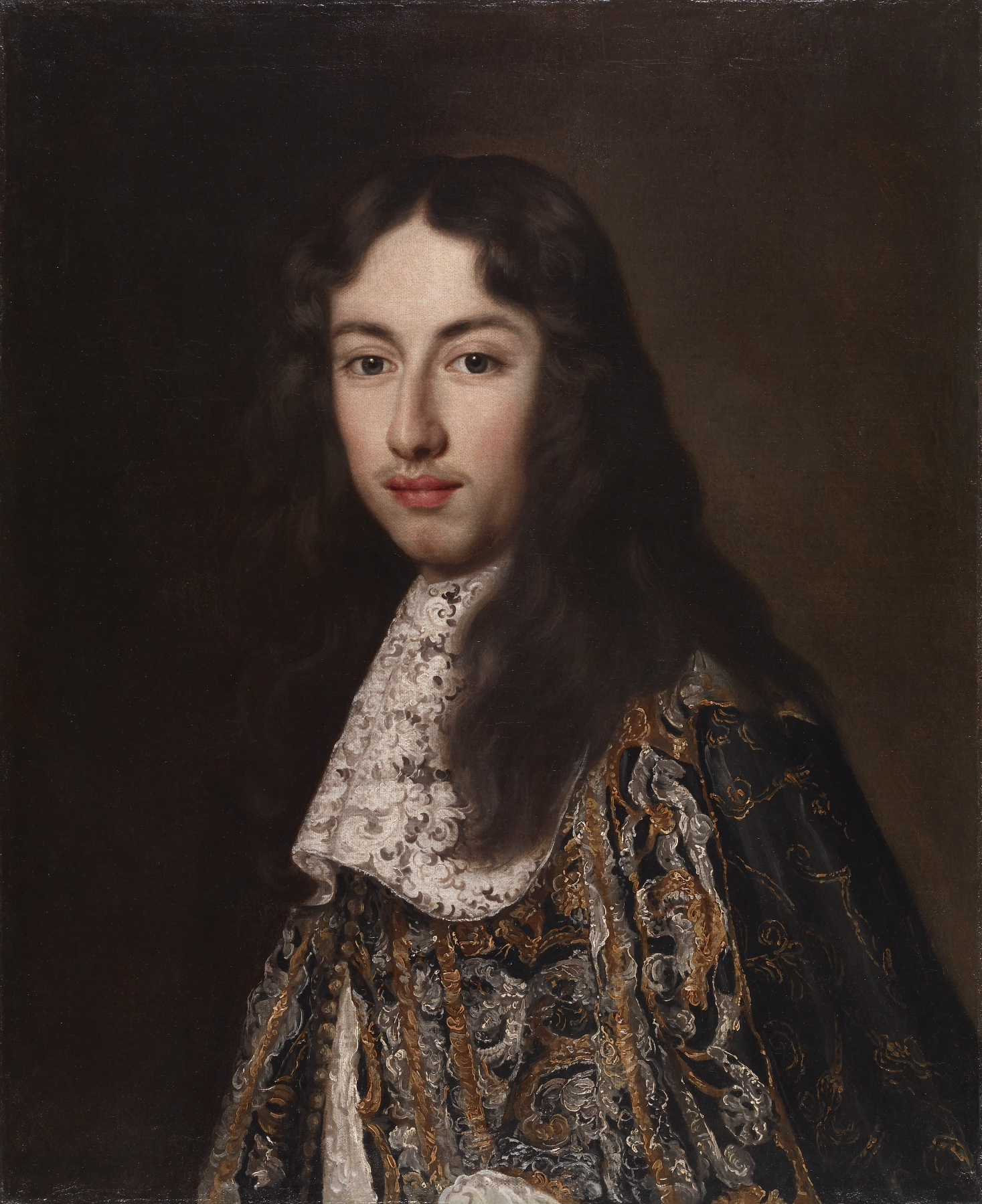
Jacob Ferdinand Voet, Ritratto di Livio Odescalchi, Walters Art Museum, Baltimora

Livio Odescalchi nonostante facesse una vita riservata e in disparte dalla mondanità romana, causa soprattutto pressioni e ristrettezze imposte dal papa, fu comunque una persona che riuscì a instaurare relazioni con l'ambiente artistico locale. Egli era in rapporti stretti con Lazzaro Baldi, Carlo Fontana, Gian Lorenzo Bernini, Carlo Buratti (architetto di casa Odescalchi, pagato con pensione annua pari a 36 scudi e 80 baiocchi), Andrea Pozzo (chiamato per il progetto della cappella gentilizia a Como), Gaspar van Wittel (registrato al servizio di Livio nei primi del 1680 fino a raggiungere nella collezione 13 vedute originali dell'artista e 34 sue copie), Jacob Ferdinand Voet (di cui il suo ritratto databile al 1677 oggi a Baltimora, che andò a costituire una sorta di Galleria di ritratti che Livio custodiva nella sua collezione), Salvator Rosa, Enrico Merengo, Ercole Ferrata, Domenico Guidi e altri.
Gran parte delle opere che entravano nella costituenda collezione artistica provenivano o dalla committenza diretta di Livio o da acquisti sul mercato nazionale, soprattutto quello veneziano. L'uomo svolgeva ingenti affari economici in società con la famiglia Rezzonico, di cui Quintiliano assumeva il ruolo il ruolo di consulente artistico a Roma di Livio e grazie al quale confluirono nella collezione svariate opere di provenienza veneta, come le sculture di Juste Le Court del Busto di Diana e del puttino seduto (che poi fu in piedi poiché lo scultore morì prima di realizzare l'opera e pertanto all'Odescalchi gliene fu consegnata un'altra realizzata in precedenza che vedeva però la figura in posizione eretta), ma anche opere di Tiziano, Tintoretto, Paolo Veronese, Jacopo Bassano, Luca Giordano e del ritrattista Sebastiano Bombelli, ancorché armi, cannoni e armature di fattura veneziana.

A distanza di un anno dall'elezione di suo zio a pontefice, Livio avviò nel 1677 i negoziati per l’acquisto del ducato di Ceri, presso Cerveteri. Era il tentativo d’inserirsi a pieno titolo tra i più alti ranghi della nobiltà romana, uscendo dall'oppressione dello zio che tendeva a tenere il giovane nobile rinchiuso in casa a Roma ancorato a una vita modesta e riservata, cosa che successe almeno fino al soglio pontificio di Benedetto, quando paradossalmente si determinò un lieve allentamento delle briglie sui nipoti. Livio fu per tutta la vita accostato alternativamente alla carriera curiale cardinalizia, a cui lui stesso ambiva, e a quella matrimoniale con esponenti della nobiltà romana, verso cui si proponeva la sorella Giovanna e lo zio. La prima soluzione veniva sempre rigettata da Innocenzo XI per via della sua politica anti-nepotista ma anche per via del fatto che Livio era l'ultimo maschio della linea papale che potesse dare seguito al casato. La seconda invece, nonostante fosse stato accostato (in maniera più o meno veritiera) a svariati matrimoni, su tutti quello con Lavinia Ludovisi, ma anche a una esponente del casato Altieri piuttosto che con Anna Camilla Borghese o con donne della famiglia Pamphilj o Barberini, il nobile non vide mai il loro concretizzarsi. Ciò avvenne ancora una volta per intromissione del papa, che fece saltare ad esempio le soluzioni più vicine alla Spagna (Ludovisi, Altieri, Pamphilj), di cui gli stessi Odescalchi erano affiliati, poiché avrebbe rischiato di palesare un eccessivo sentimento antifrancese della famiglia, il che avrebbe poi minato la situazione politica generale.

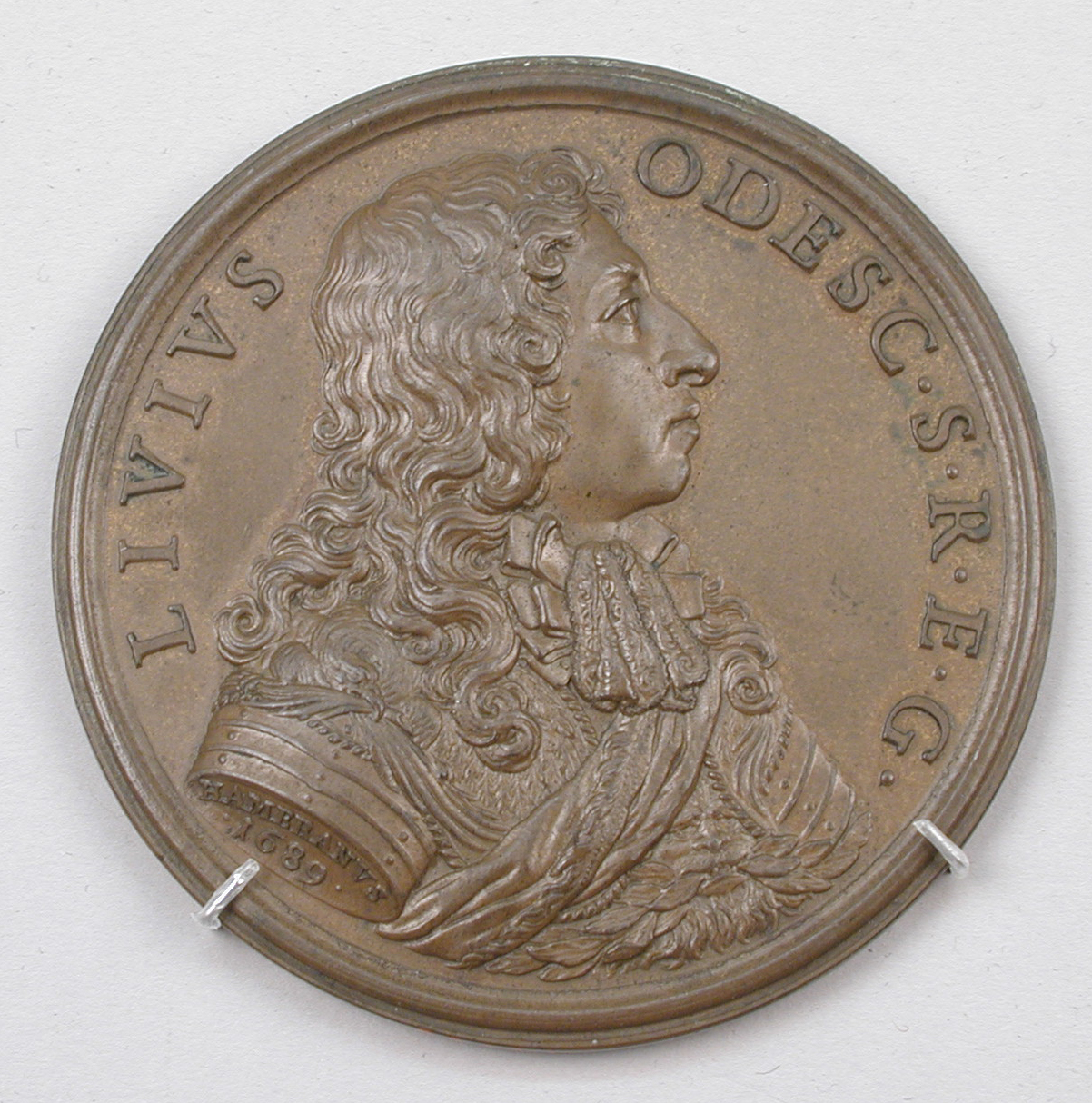
Giovanni Martino Hamerani, medaglia del 1689 con il ritratto di Livio Odescalchi, MET, New York

Nel frattempo l'Odescalchi finanziò la costruzione della cappella di famiglia nella chiesa di San Giovanni in Pedemonte a Como, per la quale fu chiamato al disegno Andrea Pozzo, che riutilizzò il modello che fu adottato per la cappella Spada in Santa Maria in Vallicella. Nel 1682 vennero conclusi invece altri due acquisti di feudi, a distanza di un solo mese uno dall'altro: il primo nei pressi di Albano, comperato dal marchese Marzio Ginetti per 20.000 scudi, il secondo presso Roma lungo la via Salaria, per 24.000 scudi. Nel 1683 Livio compera la villa Montalto di Grottaferrata (poi divenuta Grazioli) da Giulio Savelli, a cui seguirono altri due acquisti feudali nel 1684, ossia il marchesato di Roncofreddo e la contea di Montiano in Romagna. Tra il 1683 ed il 1685 Livio procedette all'acquisto di altri due terreni posti fuori Porta del Popolo a Roma, uno è il cosiddetto giardino del Popolo, comperato per 3.500 scudi dal conte Fulvio Roberti, l'altro è la vigna che fu del cardinale Girolamo Boncompagni, comperata per 6.500 scudi.

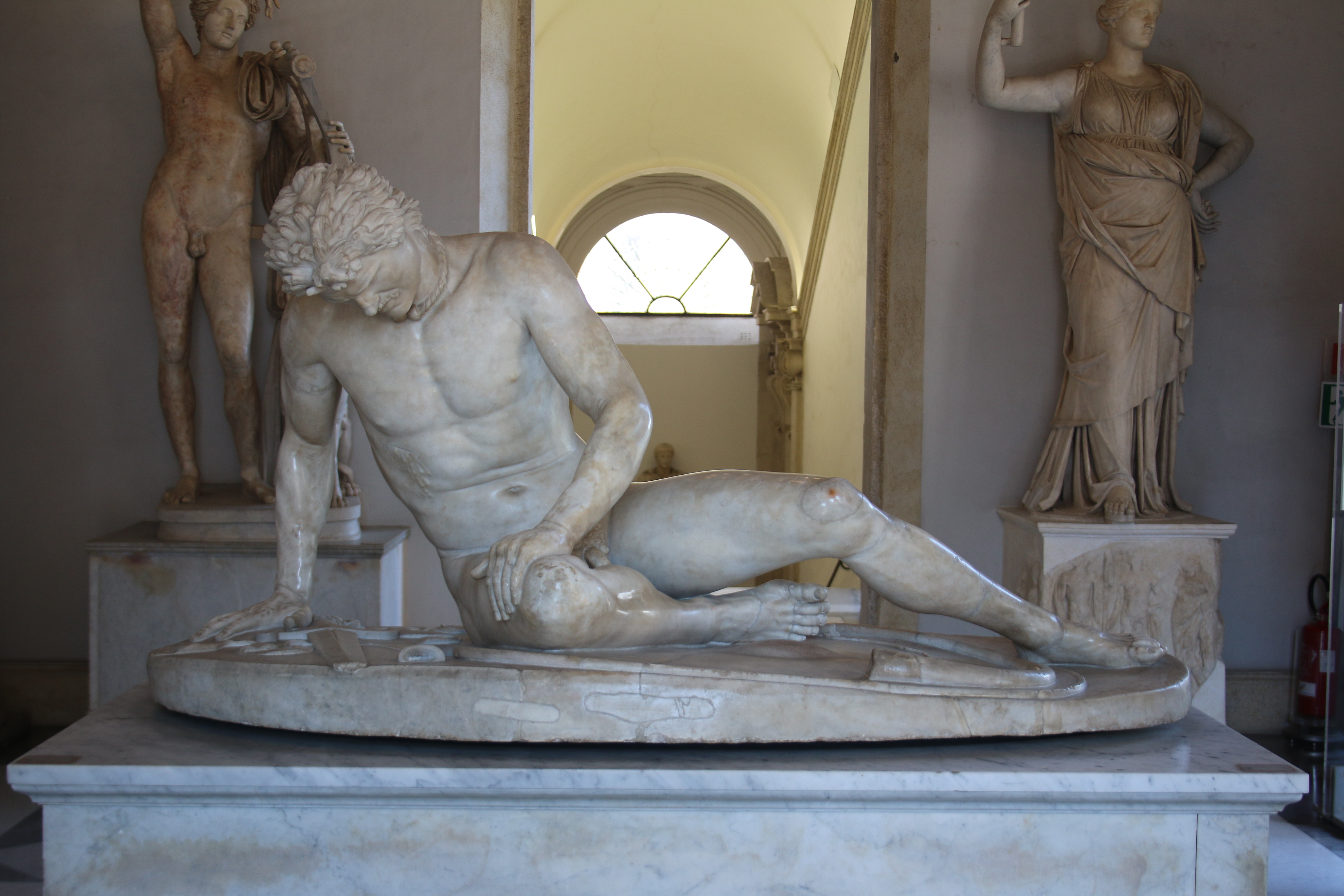
Galata morente, Musei capitolini, Roma

Tutti gli acquisti terrieri avvennero grazie alle rendite provenienti dalle proprietà nel nord Italia, poiché lo zio pontefice, comunque non propenso al mecenatismo artistico né tanto meno a quello immobiliare, vietava ai familiari l'utilizzo dei soldi provenienti dal Vaticano.
Nel 1689 Innocenzo XI muore, pertanto le sorti rimangono tutte in mano a Livio, che tuttavia non perde il vigore dei tempi d'oro, anzi, libero da qualsiasi soggezione papale, fa incetta di opere artistiche e immobili che arricchiscono ancor di più lo status economico familiare. Ad impreziosire il suo ruolo ci pensa poi anche l’imperatore Leopoldo I, con cui l'Odescalchi era in ottimi rapporti grazie alla partecipazione della battaglia di Vienna contro i turchi qualche anno prima, che gli concede non solo il castello di Ilok (in Croazia), ma soprattutto il titolo di principe del Sacro Romano Impero appena nove giorni dopo la morte dello zio.
Nello stesso anno il principe compra dalla collezione Ludovisi la statua del Galata morente (oggi ai Capitolini di Roma), per la cifra di 1.650 scudi, che Giovan Battista dà in pegno per fronteggiare ai suoi debiti (di cui ne ritornerà in possesso sette anni dopo, nel 1696) e una preziosa medaglia commissionata a Giovanni Martino Hamerani, uno dei più illustri maestri medaglisti, già presente nella collezione di Livio con altre sue opere precedentemente realizzate.

#### L'acquisto della collezione di Cristina di Svezia (1692)

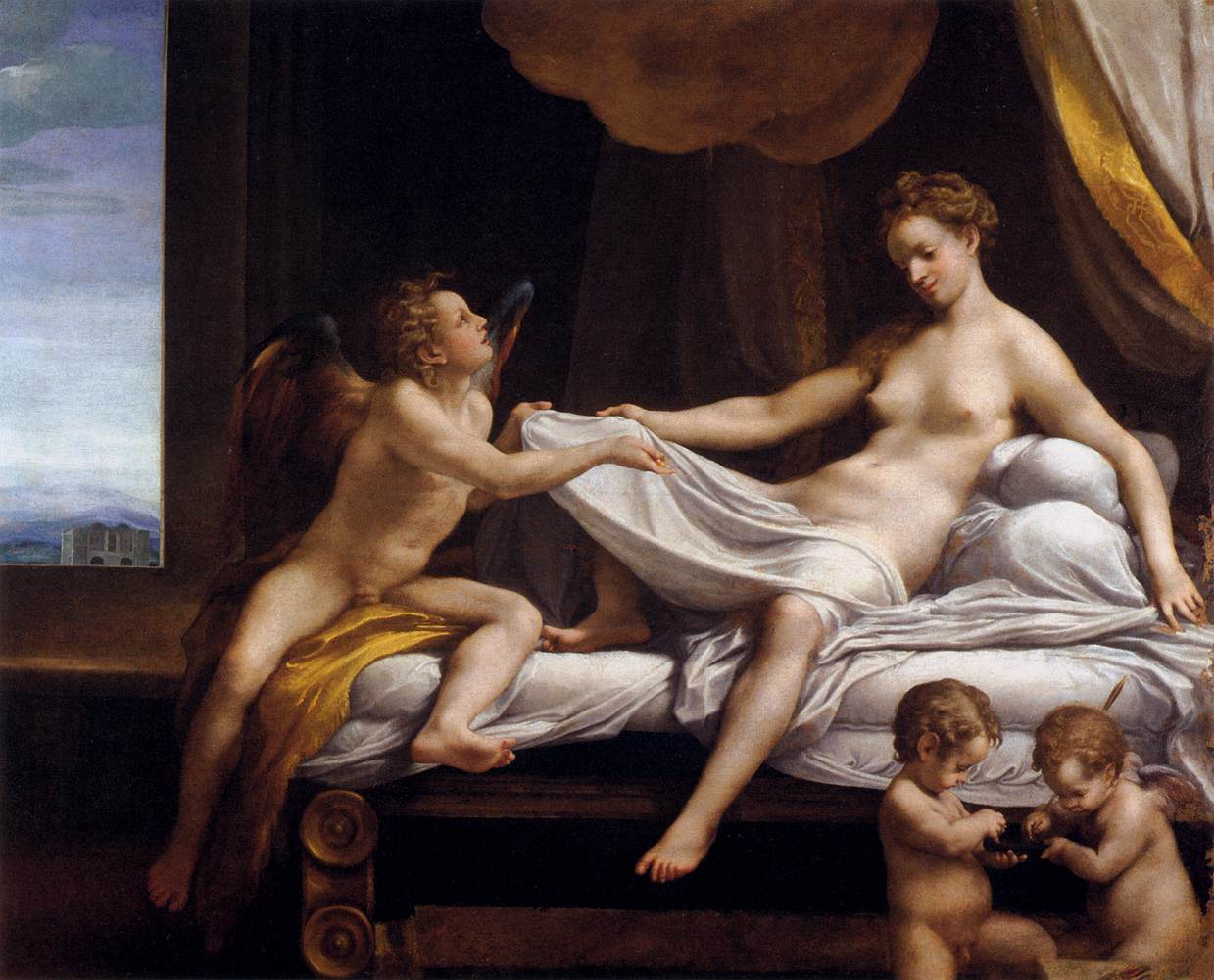
Correggio, Danae, Galleria Borghese, Roma

Nel 1692 Livio Odescalchi compie una delle più importanti operazioni collezionistiche: acquista infatti per 23.000 scudi il blocco di opere che furono della collezione di Cristina di Svezia, confluita dapprima nella raccolta del cardinale Decio Azzolino e poi messa in vendita dal marchese Pompeo che la ereditò nel 1689.

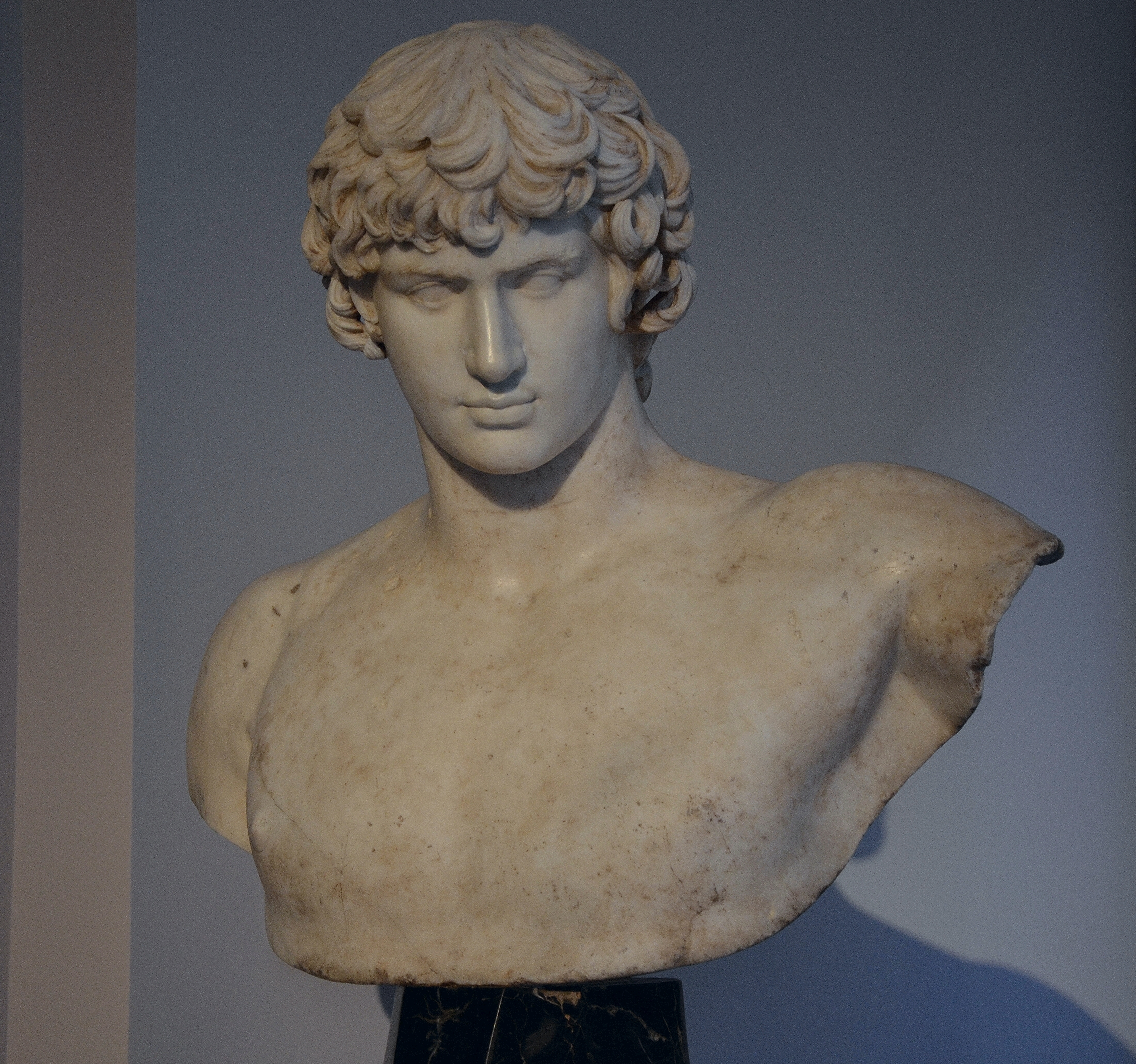
Busto di Antinoo, Museo del Prado, Madrid

Figuravano nell'elenco dei beni acquistati 275 quadri, tra cui capolavori assoluti della pittura, come la Danae (oggi alla Galleria Borghese di Roma), il Giove e Io (oggi al Kunsthistorisches Museum di Vienna) e la Leda (oggi alla Gemäldegalerie di Berlino) del Correggio, un'altra Danae di Annibale Carracci (perduta ma nota attraverso incisioni), una prima versione della Fuga di Enea da Troia di Federico Barocci (non rintracciata), una Maddalena, il Ritratto di Laura Dianti, una Salomè con la testa del Battista e una Venere e Adone di Tiziano, diverse sculture, come il busto marmoreo col suo ritratto di scuola berniniana, una coppia di putti che si contendono la palma di Domenico Guidi, la Venere e Marte, l'Allegoria della Saggezza e della Forza e l'Allegoria della Virtù e del Vizio del Veronese (il primo a New York il secondo e terzo oggi alla Frick Collection) un corposo gruppo di disegni e una notevole serie di opere antichità.

Le opere furono a questo punto ricollocate nel 1694 nel palazzo che fu di Flavio Chigi a piazza Santi Apostoli di Roma, che il principe Odescalchi prese in fitto un anno prima a seguito della morte del cardinale senese, in particolare circa 50 pezzi di statuaria antica, 90 busti e 70 pezzi tra colonne rilievi e sarcofagi, vennero disposti nella galleria "Longa" che fu realizzata dal cardinale Chigi. La trattativa a Livio una somma complessiva pari a 123.000 scudi, che però sarebbero state incassate dall'Azzolini tramite le rendite di alcune tenute Odescalchi.

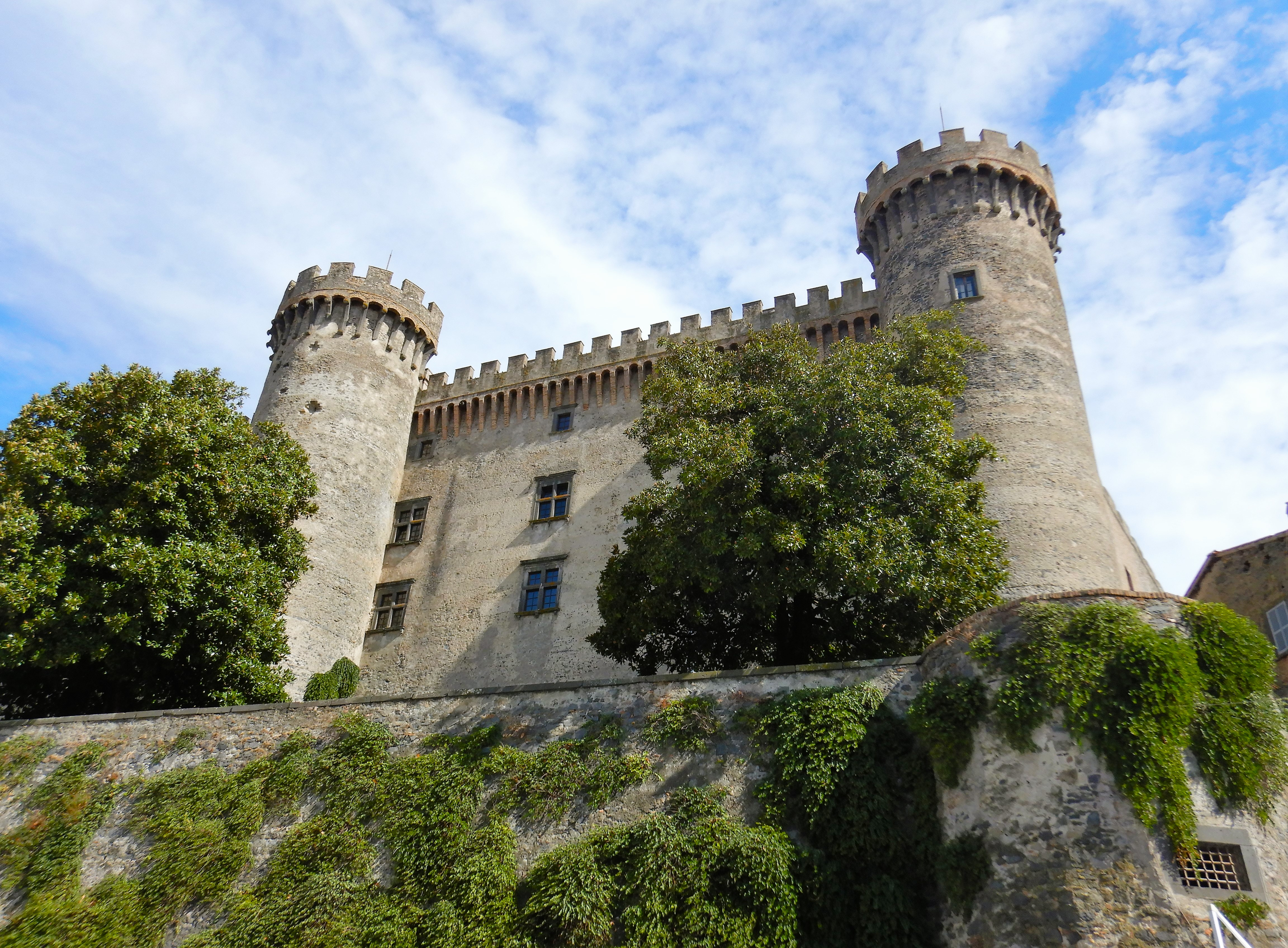
Castello Orsini Odescalchi a Bracciano

#### L'acquisto dei possedimenti Orsini (1693-1696)
Il successo del principe si concretizza poi con gli acquisti del ducato del Sirmio (in Serbia), dietro placito assenso dell'impero asburgico viennese, per 336.000 fiorini, e del castello di Palo, nel 1693, per 120.000 scudi, e del ducato di Bracciano, nel 1696, per 386.300 scudi entrambi dalla famiglia Orsini. Quest'ultimo in particolare si poneva come pietra definitiva sul casato Orsini, in procinto di estinguersi, poiché nella trattativa originaria tra Livio Odescalchi e Flavio Orsini, era previsto che avvenisse anche il passaggio di proprietà del palazzo di Roma a Pasquino, del castello e territorio di Galera, del ducato di San Gemini, del palazzo in piazza di Campo de' Fiori e di altre proprietà, il tutto al prezzo di 450.000 scudi. Inoltre era previsto che Livio subentrasse all'Orsini prendendone anche il cognome e le armi, divenendo unico erede universale di tutto il suo patrimonio.

La trattativa tuttavia non si concretizzò, eccezione fatta per il ducato e il castello di Bracciano, per svariati motivi, anche diplomatici, come l'intromissione del Governo francese, il quale bloccò in precedenza, nel 1697, anche un'altra trattativa quasi conclusa, ossia l'acquisto dai Savelli del feudo di Albano Laziale, per il quale il principe Odescalchi sarebbe stato disposto a pagare la somma di 440.000 scudi.

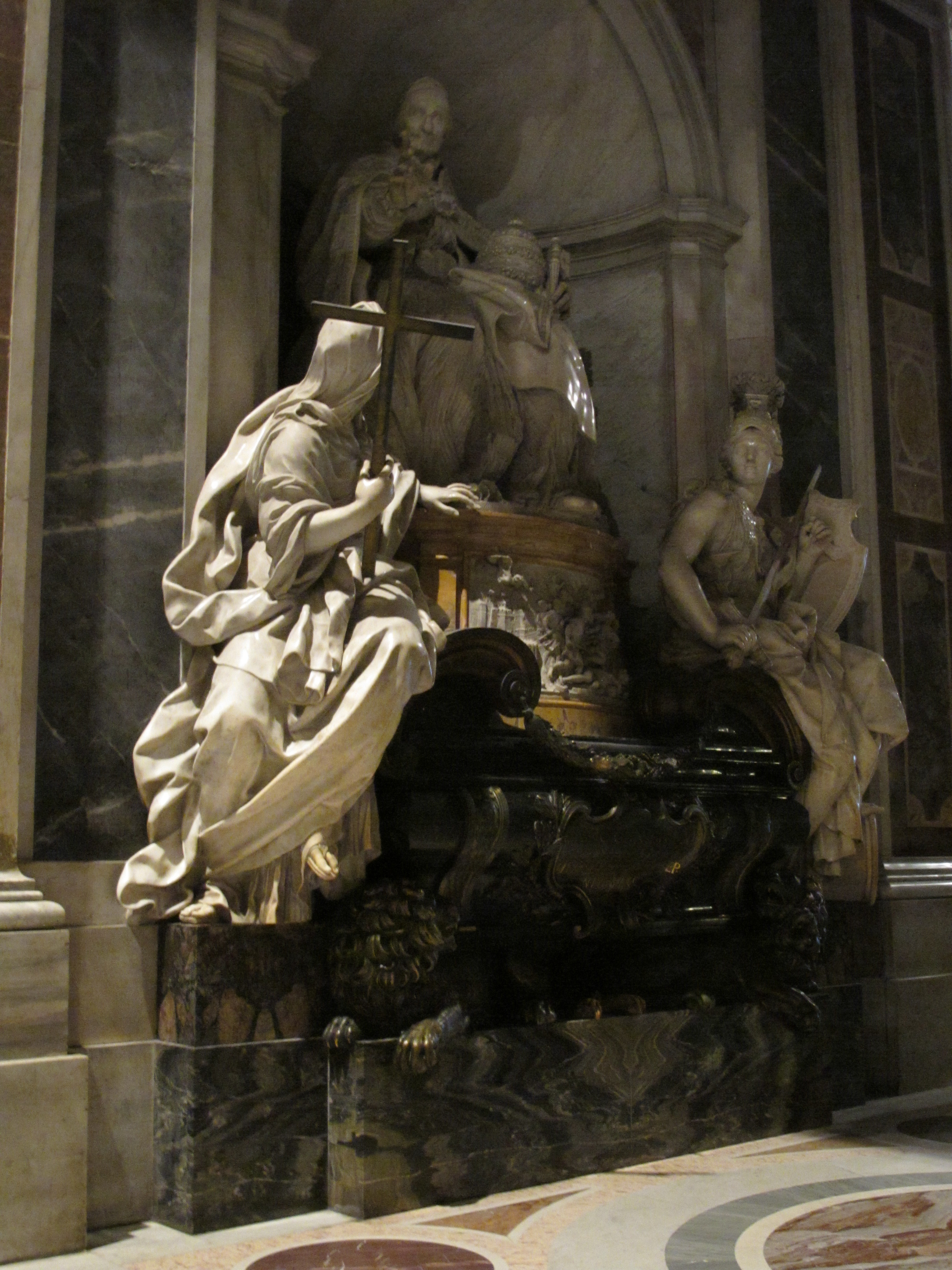
Monumento funebre a Innocenzo XI, Basilica di San Pietro in Vaticano

Nel 1697 Livio si impegna inoltre a dare degno omaggio allo zio Innocenzo XI, finanziando il suo monumento funebre in Vaticano. Inizialmente fu chiamato Domenico Guidi alla realizzazione, tuttavia successivamente fu coinvolto Pierre-Étienne Monnot al progetto mentre altri pagamenti avvennero in favore dello scultore Francesco Maratta, il quale collaborò con opere disegnate da Carlo Maratta.
Nel 1698, circa dieci anni dopo la morte dello zio pontefice, il principe acquisisce le sue opere che non erano iscritte nel guardaroba pontificio, tra cui il dipinto del Cristo dolente e il busto del Salvatore di Gian Lorenzo Bernini, il primo lasciato direttamente dall'artista alla sua morte nel 1680 e il secondo che fu della regina di Svezia e che venne donato a Innocenzo XI al momento del decesso della nobile nel 1689 (qualche mese prima del pontefice).

### Settecento

#### La morte di Livio Odescalchi e l'estinzione del ramo diretto della famiglia (1713)
Nel 1701 viene completato e inaugurato il monumento funebre di Innocenzo XI nella basilica di San Pietro in Vaticano.
Nel 1709 il principe fa ritorno nelle terre d'origine tra Milano e Como per rivedere la questione ereditaria dell'asse papale Odescalchi di cui sarebbero stati interessati il nipote Giovanni Benedetto Borromeo Arese e il cugino Baldassarre Erba Odescalchi. Nel 1710 Livio rientra a Roma, dove riuscì a comperare da Marie Anne de La Trémoille, moglie ed erede di Flavio Orsini, il marchesato di Galera. Tre anni dopo, nel 1713, Livio muore nel palazzo di Santi Apostoli a Roma, chiedendo la sepoltura nella cappella familiare della dirimpettaia chiesa omonima.
Senza eredi, la famiglia Odescalchi si estingue con la sua morte, pertanto la continuazione dei titoli e del cognome furono garantiti grazie al vincolo fidecommissario stilato qualche anno prima da Benedetto, che assicurò l'integrità ereditaria tramite la famiglia Erba, nella figura del marchese Baldassarre che diviene erede universale di tutti i beni Odescalchi, compreso la collezione artistica.

#### La collezione sotto Baldassarre Odescalchi: le prime dismissioni e l'acquisto del palazzo ai Santi Apostoli (1713-1746)

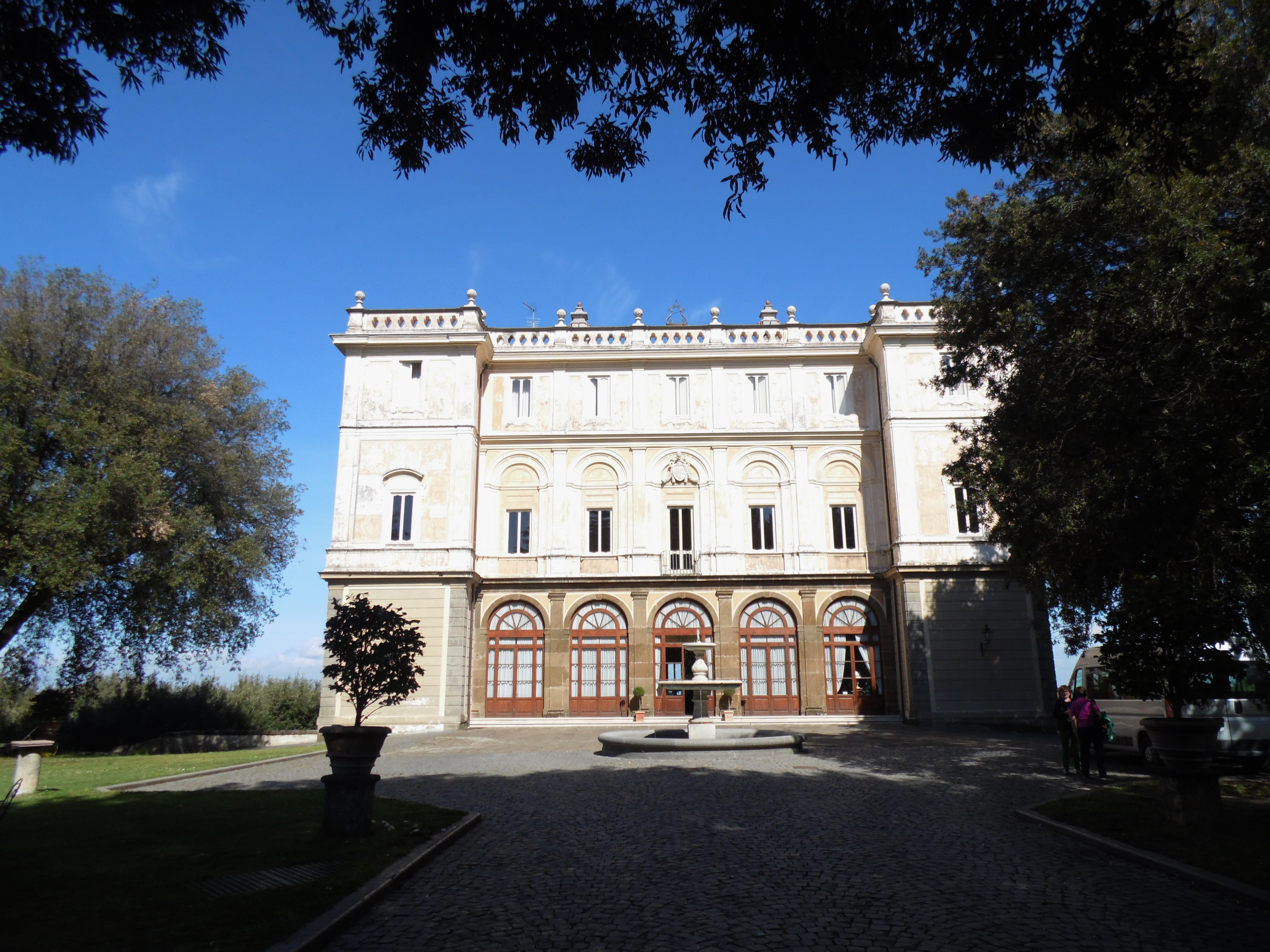
Villa Odescalchi (attuale Grazioli) a Grottaferrata

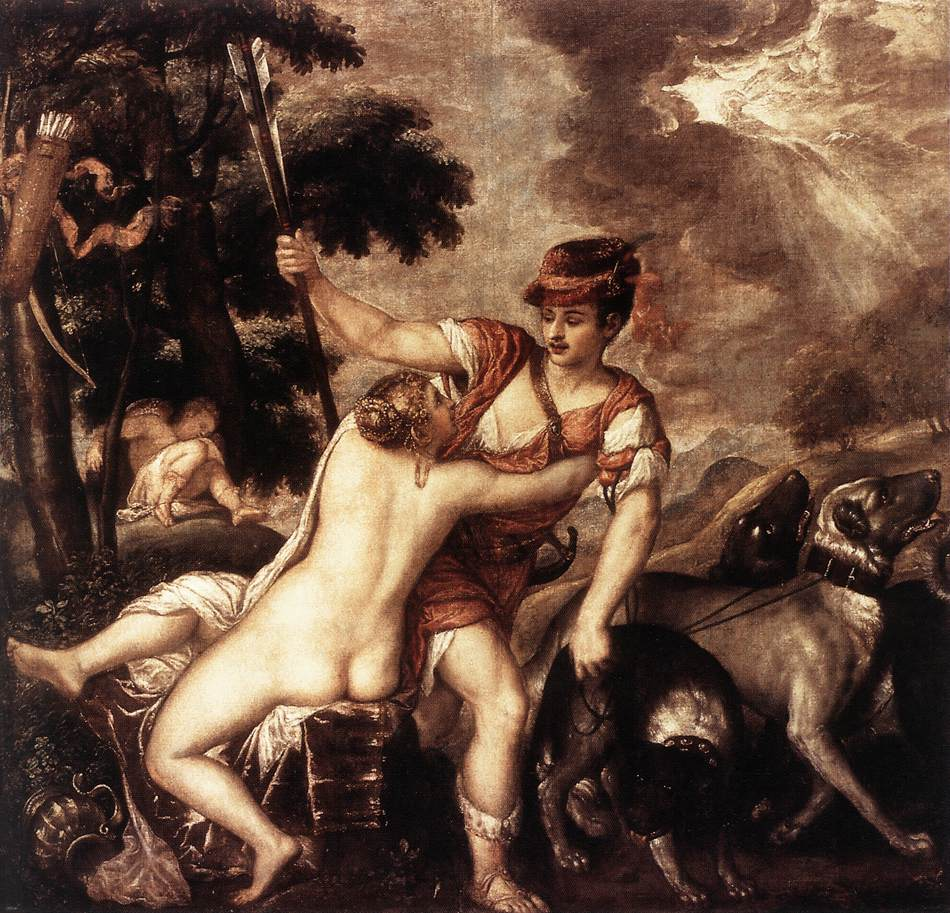
Tiziano, Venere e Adone, Galleria nazionale d'arte antica, Roma

Nel 1721 Baldassarre Odescalchi effettua la vendita in blocco di una buona parte dei pezzi che furono nella collezione di Cristina di Svezia: tra queste vi erano la Danae di Correggio, l'altra Danae di Annibale Carracci, l'Allegoria della Saggezza e della Forza e l'Allegoria della Virtù e del Vizio entrambe del Veronese, la Venere e Adone di Tiziano e la prima versione della Fuga di Enea da Troia di Federico Barocci, vendute a Pierre Crozat per la collezione Orleans. Nel 1724 si registrano ulteriori lotti di vendita che interessarono altre opere della collezione, ancora una volta che includevano quelle già appartenute a Cristina di Svezia, che in questa circostanza furono acquistate per conto di Filippo V di Spagna. La trattativa fu conclusa al prezzo di 50.000 scudi, a fronte dei 63.000 chiesti in prima istanza, in cambio dei quali furono trasferite un numero importante di pezzi, soprattutto sculture, di cui le moderne destinate a decorare gli ambienti de la Granja, mentre le antiche collocate tutte al Museo del Prado di Madrid.
Nel 1737 principe Baldassare Odescalchi finanzia le decorazioni ad affresco della villa di Grottaferrata, commissionate a Giovanni Paolo Pannini, e nel 1745 acquista dalla famiglia Chigi il palazzo nobiliare di piazza Santi Apostoli, dove la famiglia Odescalchi già viveva in fitto dal 1692. L'edificio fu immediatamente ampliato sotto la direzione dei lavori di Nicola Salvi e Luigi Vanvitelli. Si tratterà della principale residenza familiare, dove viene disposta gran parte della collezione artistica di Livio.
Alla metà del secolo la collezione scampa all'acquisto massiccio da parte di Augusto III delle collezioni italiane. Nel frattempo il castello di Palo viene ceduto ai duchi Grillo di Genova, che tuttavia, dopo un ulteriore passaggio di proprietà in favore del marchese Carlo Loffredo di Trevico, verrà ricomperato nel 1780 da Livio II Odescalchi (figlio erede di Baldassarre, che muore nel 1746).

### Ottocento

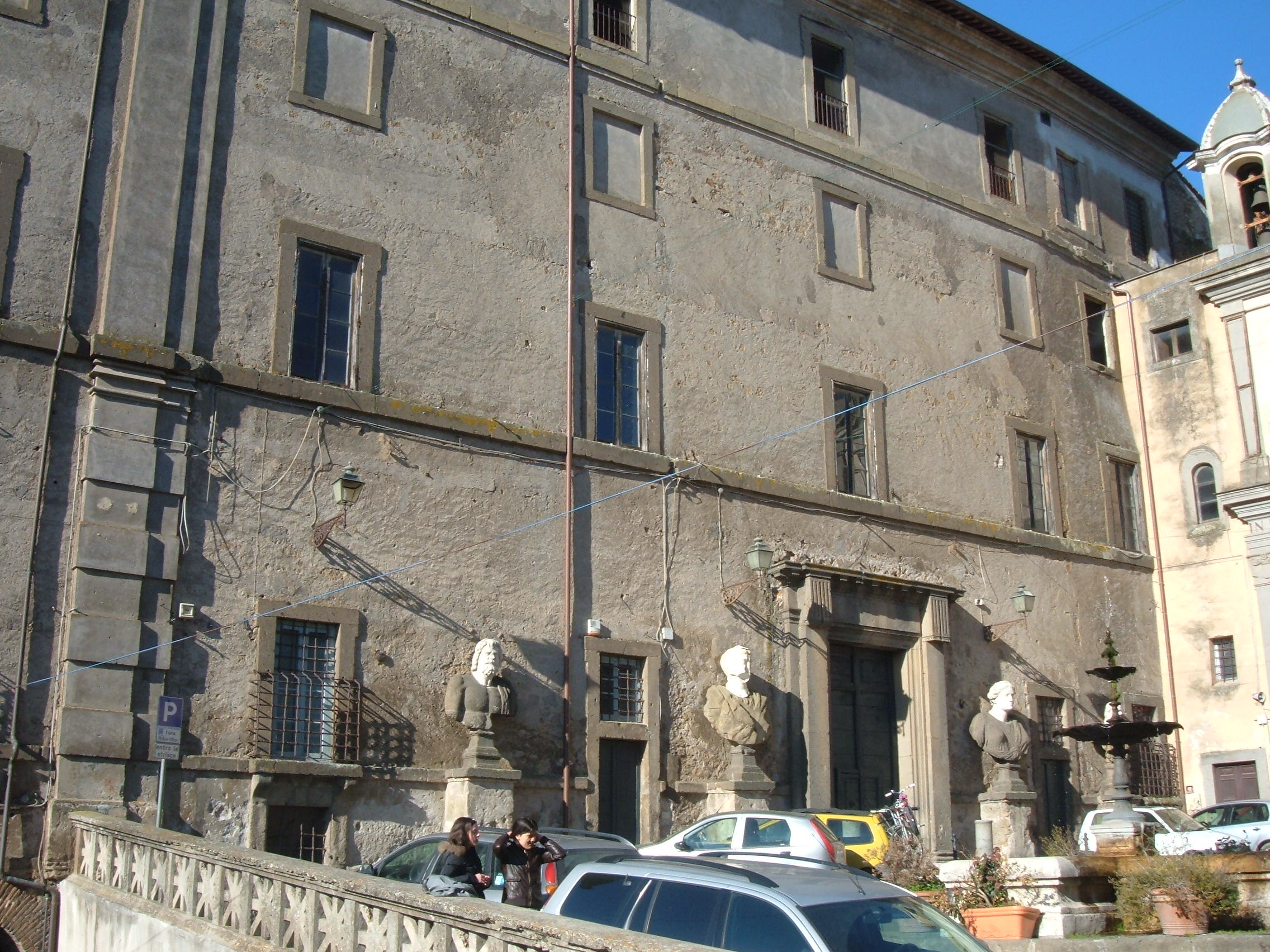
Villa Giustiniani Odescalchi a Bassano Romano

La crisi finanziaria che interessò la famiglia sul finire del Settecento culminò nel 1803 con la vendita da parte di Livio II, in accordo col figlio e col nipote, del ducato di Bracciano a Giovanni Raimondo Torlonia. In questa fase si perdono le tracce del busto del Salvatore di Bernini, che poi ricompare cinquant'anni confluito nella collezione Albani.
Gli anni successivi videro invece una leggera ripresa familiare: dopo che nel 1833 viene venduta anche la villa di Grottaferrata, nel 1848 Livio V Odescalchi riacquistò con la dote della moglie, la principessa polacca Zofia Katarzyna Branicka, il feudo di Bracciano e nel 1854 la villa di Bassano Romano dalla famiglia Giustiniani, assieme a svariate opere di statuaria antica già in collezione Giustiniani e ivi presenti.
Nel 1887 Baldassarre VI Odescalchi compra dalla famiglia Barberini il castello di Santa Marinella. Il fratello Ladislao (collezionista di armi già dal 1966 durante il suo esilio a Firenze, che poi confluiranno nelle collezioni di palazzo Venezia a Roma) un anno dopo, nel 1889, fonda Ladispoli (presso il castello familiare di Palo, dove aveva dimora).
Nel 1895 alcune vedute di Gaspar van Wittel e del suo ambito vengono donate alle nascenti Gallerie nazionali d'arte antica di Roma e sono oggi esposte tutte esposte a palazzo Barberini, a cui poi si aggiungerà un'altra veduta di anonimo romano del XVIII secolo la quale verrà donata da Baldassarre alla sua morte, nel 1909.

### Novecento

#### L'acquisizione dellaConversione di San Paolo di Caravaggio
Intorno alla metà del Novecento Innocenzo, VII principe Odescalchi, acquisisce per la collezione d'arte, grazie alla dote della moglie, il pezzo più importante dell'intera raccolta, ossia la prima versione della Conversione di san Paolo del Caravaggio. Il dipinto viene realizzato in origine per la cappella Cerasi della basilica di Santa Maria del Popolo di Roma, poi dapprima sostituita con un'altra versione e dopo varie vicissitudini confluita nelle raccolte spagnole e poi in quelle genovesi della famiglia Ayrolo prima e Balbi poi, quindi da loro a Maria Roberta Balbi Senarega, marchesa di Piovera, nonché moglie di Innocenzo Odescalchi. La collezione della donna confluita in quella Odescalchi di Roma constava anche di altre opere di provenienza genovese, tra cui le tele di Lucio Massari e di Bernardo Strozzi.
Il dipinto del Caravaggio costituisce una delle opere facenti parte tutt'oggi della collezione di famiglia custodita nel loro palazzo privato di piazza Santi Apostoli a Roma.

#### Il declino nella seconda metà del XX secolo e le presunte alienazioni illecite di opere della collezione[38][39][40]

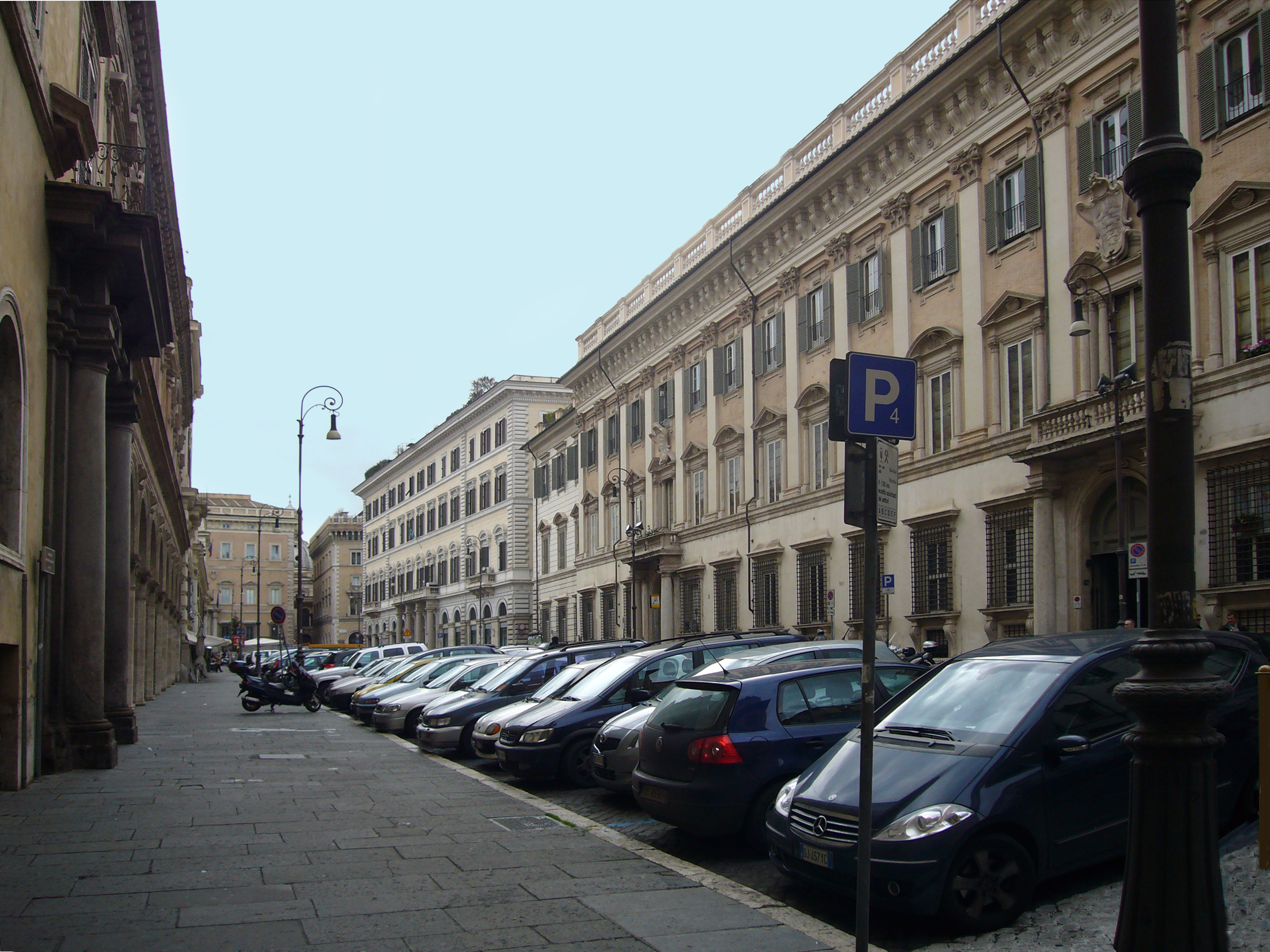
Palazzo Chigi Odescalchi ai Santi Apostoli di Roma

Oltre al palazzo sito in piazza Santi Apostoli a Roma, rimangono oggi di proprietà della famiglia anche il castello di Bracciano, che custodisce una parte della collezione (tra cui alcuni pezzi provenienti da quella della famiglia Orsini), il quale viene aperto stabilmente al pubblico nel 1952 per volere di Livio VIII Odescalchi.

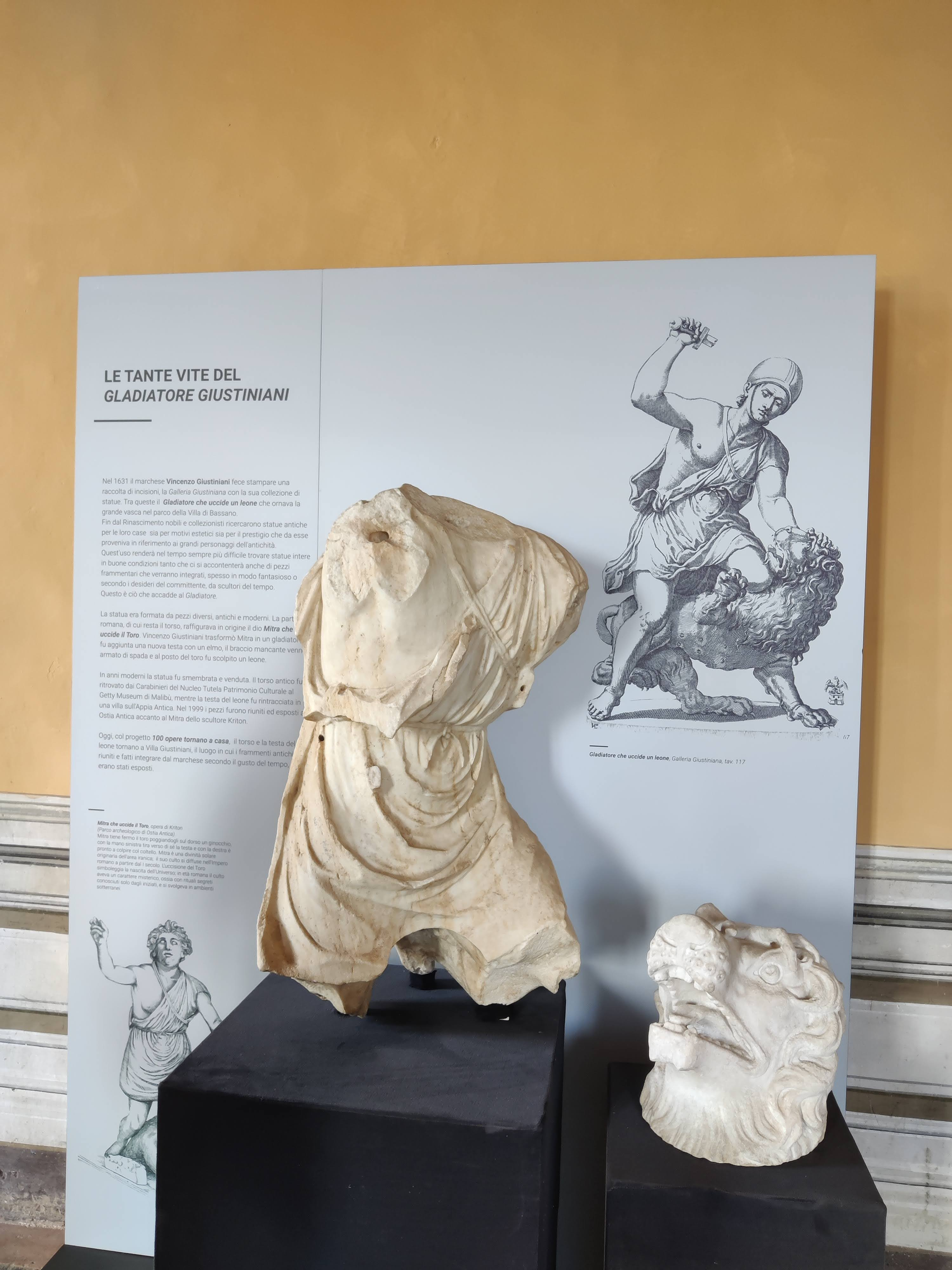
Gladiatore che uccide il leone, Villa Giustiniani Odescalchi, Bassano Romano

Gli Odescalchi, dopo la metà del XX secolo, iniziarono a disinteressarsi della villa di Bassano Romano e del parco annesso, ponendolo così in uno stato di degrado e abbandono, finché tutto il complesso non viene acquistato dallo Stato italiano tra il 2001 e il 2003 poiché impossibilitati i proprietari di curarne la manutenzione. Prima della vendita il palazzo ex Giustiniani ha visto dunque la sua decadenza con la rimozione di varie opere dal suo interno, ricollocate tra le varie residenze familiari ai Santi Apostoli, di Bracciano, di Santa Marinella e di Palo, o ancor peggio immesse nel mercato d'arte. Alcune statue di difficile trasferimento sono state rese acefale e le teste vendute o spostate separatamente dal corpo, come la figura di imperatore loricato entro la nicchia della loggia al piano nobile o quella della Fortuna (o Hera campana) nel cortile interno, di cui entrambe le teste non rinvenute. Medesima sorte ebbero altri pezzi, come i cani seicenteschi in peperino ancorate alle balaustre della scalinata della villa, o come le palle di marmo africano del camino della sala dei Cesari al piano nobile, divenute arredo per la residenza ai Santi Apostoli, mentre i dodici busti di imperatori romani del XVII secolo nella stessa sala furono ricollocati a Bracciano, dove sono tuttora. Tra le perdite illustri di questi anni compare anche la scultura antica del Gladiatore che uccide il leone (cosiddetto Gladiatore Giustiniani), un tempo alla peschiera del palazzo di Bassano, poi frammentato e comperato illegalmente dal Getty Museum (il torso), quindi restituito all'Italia e alla villa nel 1999, mentre la testa del leone fu venduta a villa di Capo del Bove a via Appia. Ancora, prima di cederla allo Stato, gli Odescalchi hanno portato via dalla villa un sarcofago e due statue romane (Cerere e Apollo), in origine nell'atrio, ai piedi dello scalone del palazzo, poi dapprima trasferite ai Santi Apostoli e successivamente sparite anche da qui, così come sono stati sradicati la testa di Zenone, una statua panneggiata femminile (Pudicizia) del I secolo a.C., altre due acefale di togati romani, una del periodo greco (su cui era la testa di Zanone, poi staccata e portata al palazzo dei Santi Apostoli) e l'altra del II secolo d.C., e un frammento di statua di atleta di età pre-adrianea, molte delle quali non più rinvenute. Tra le opere sparite figurano poi anche quelle un tempo disposte nel parco della villa, tra cui un Nettuno (probabilmente abbattuto e distrutto), un Esculapio, una Mitra e altre ancora.
Il palazzo ai Santi Apostoli è stato anch'esso frazionato nel tempo tra diversi proprietari, ancorché la famiglia ha ceduto vari appartamenti, tra i quali un'intera ala (quella dov'è la Galleria "Longa" voluta da Flavio Chigi) alla casa d'aste inglese Sotheby's. La collezione rimasta nell'edificio a partire dall'ultimo quarto del secolo è stata oggetto di interrogazioni parlamentari poiché la proprietà Odescalchi viene tacciata di dismettere illegalmente pezzi della propria raccolta.
Il castello di Santa Marinella così come quello di Palo restano anche loro alla disponibilità privata della famiglia, entrambi adibiti parzialmente anche ad attività cerimoniali.

## Elenco delle opere (non completo)

### Antichità[47]

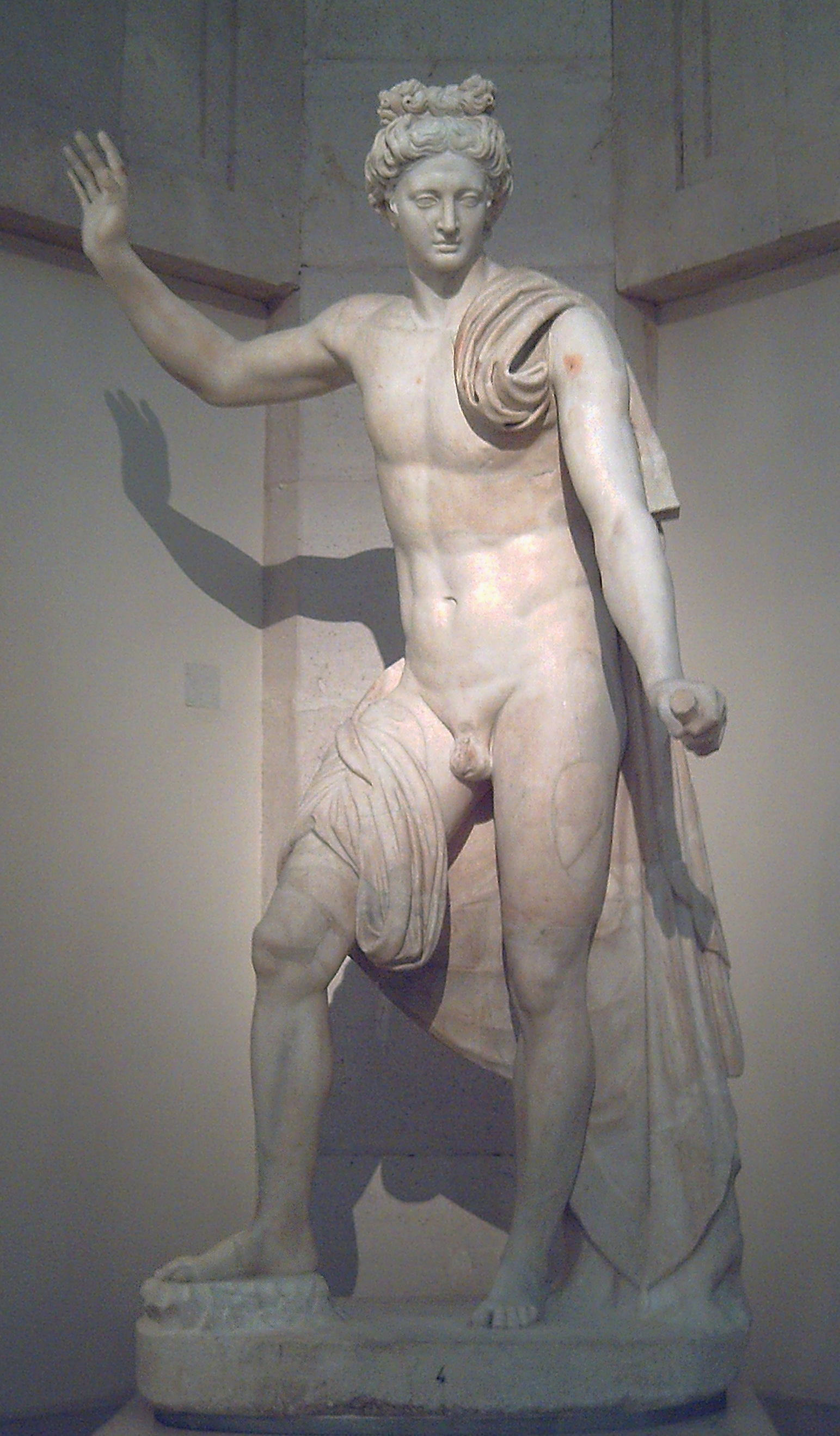
Apollo colossale, Museo del Prado, Madrid

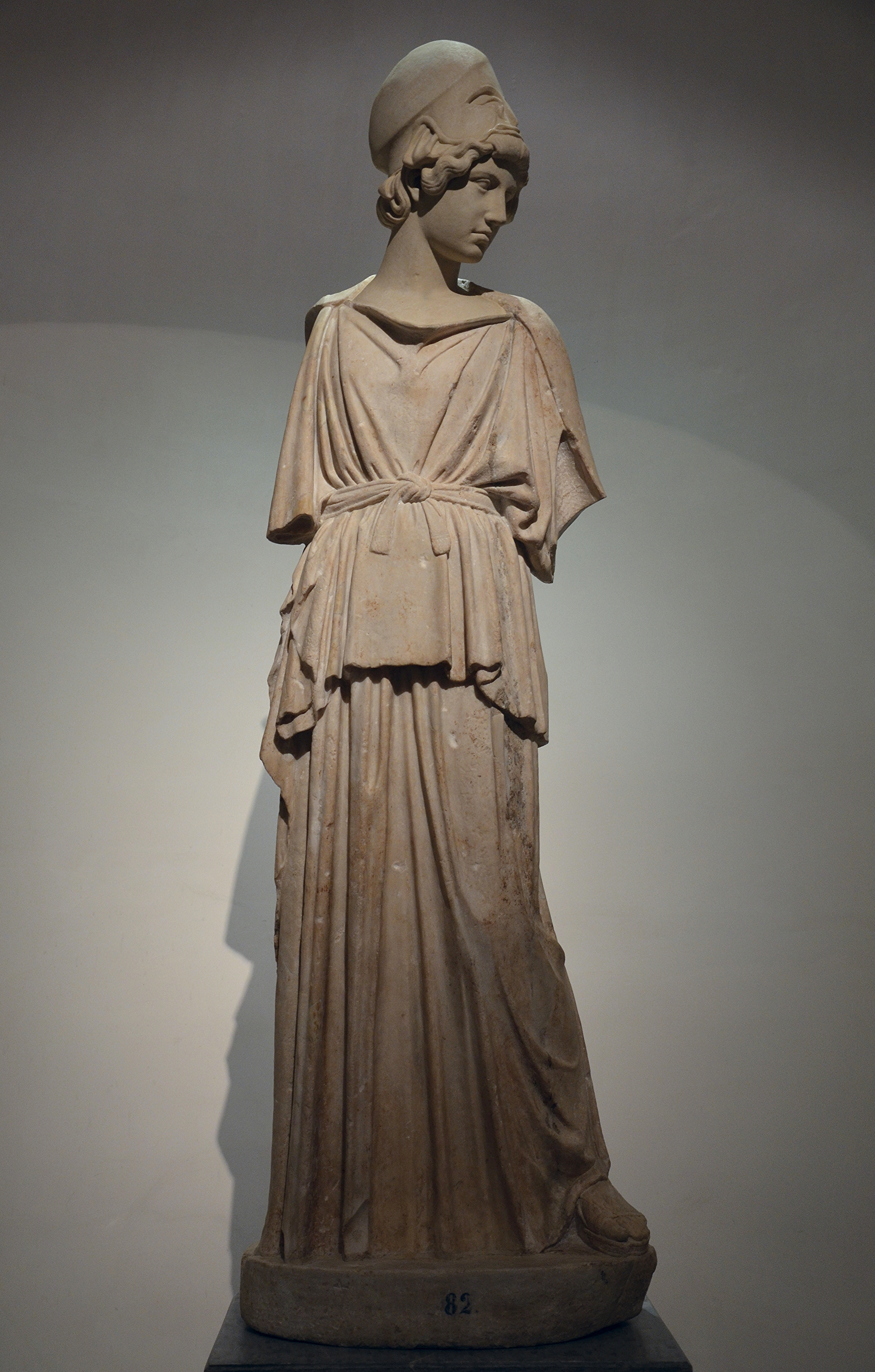
Atena, Museo del Prado, Madrid

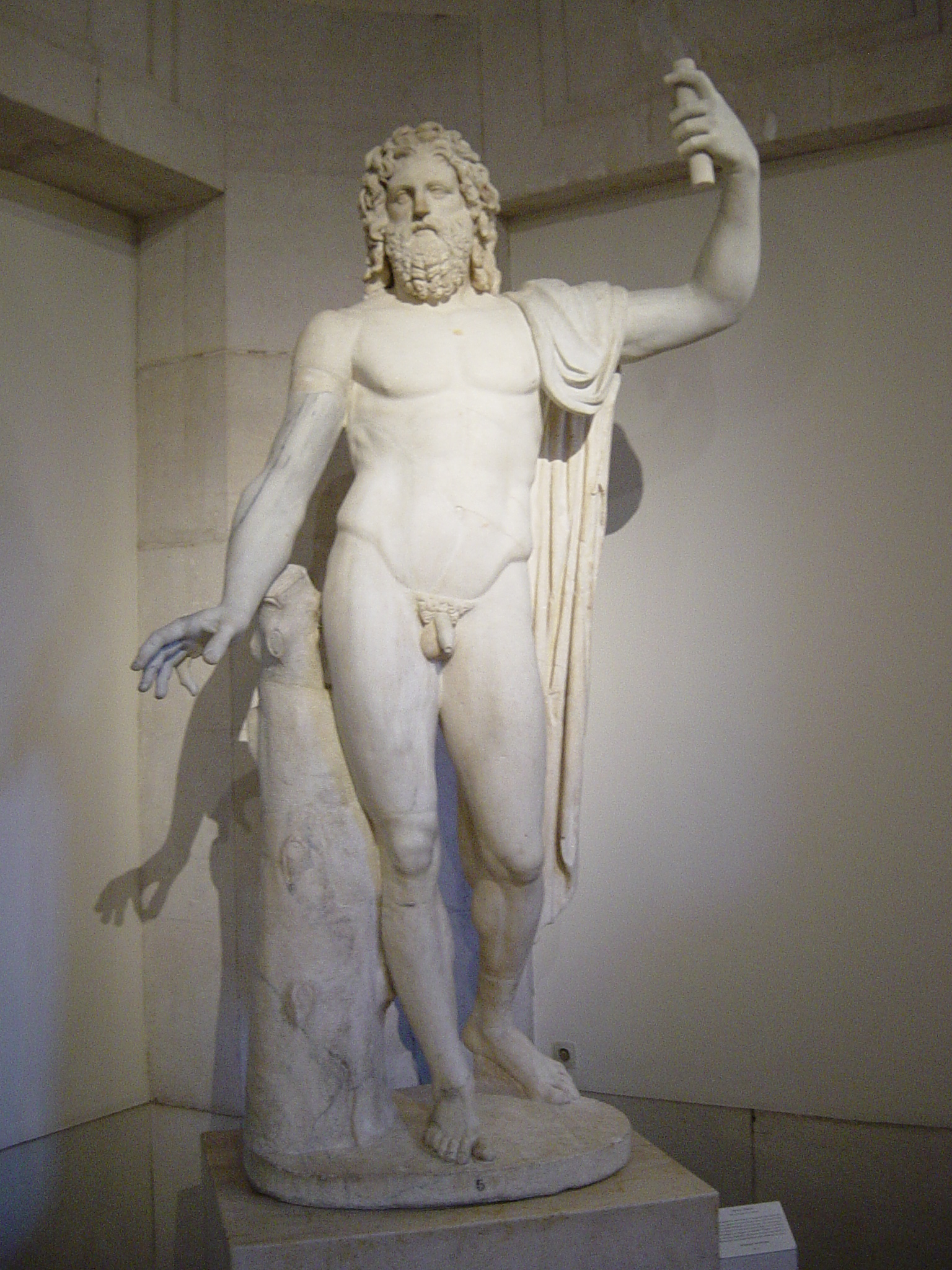
Giove tonante, Museo del Prado, Madrid

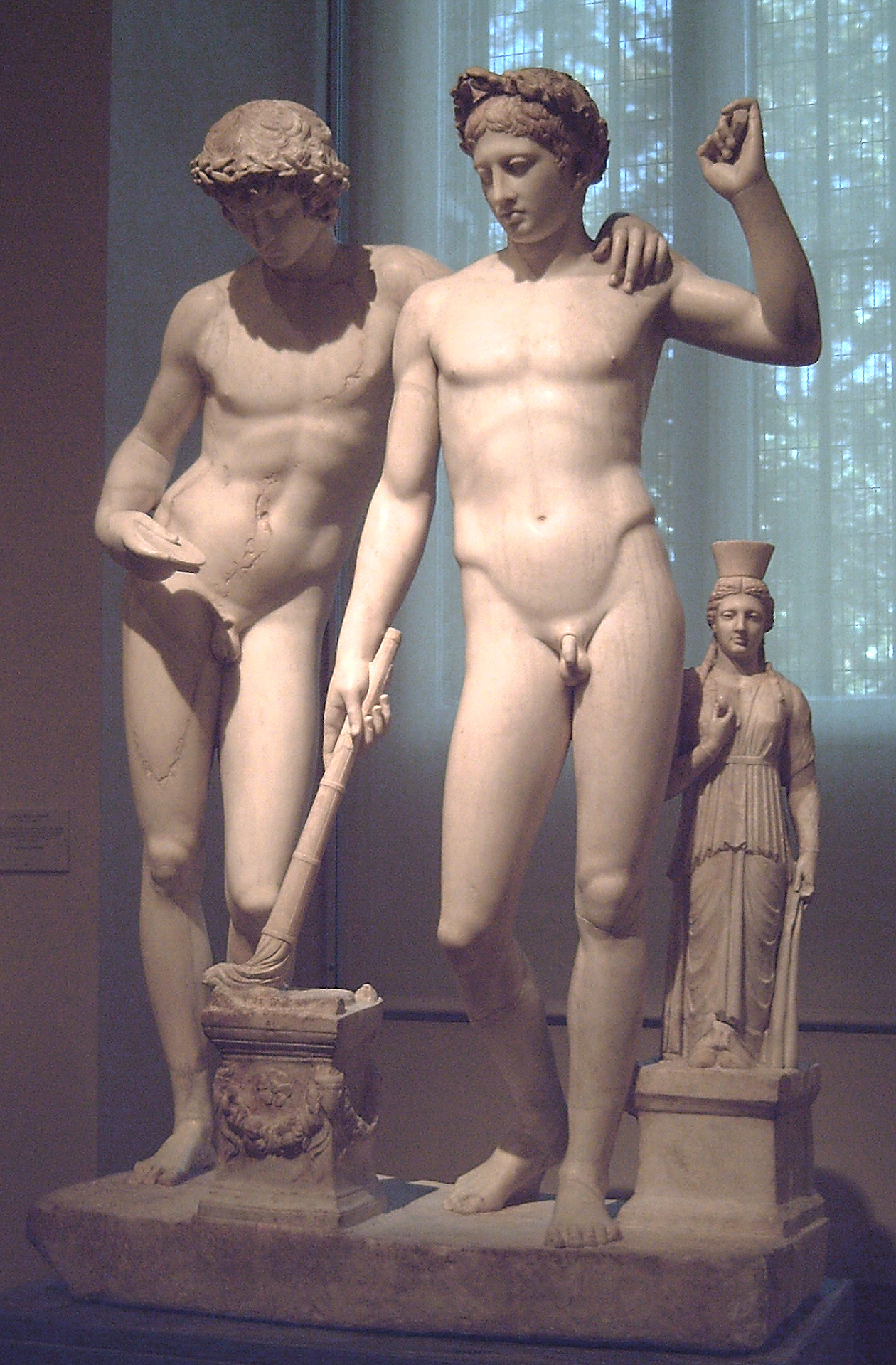
Gruppo di sant'Ildefonso Oreste e Pílades, Museo del Prado, Madrid

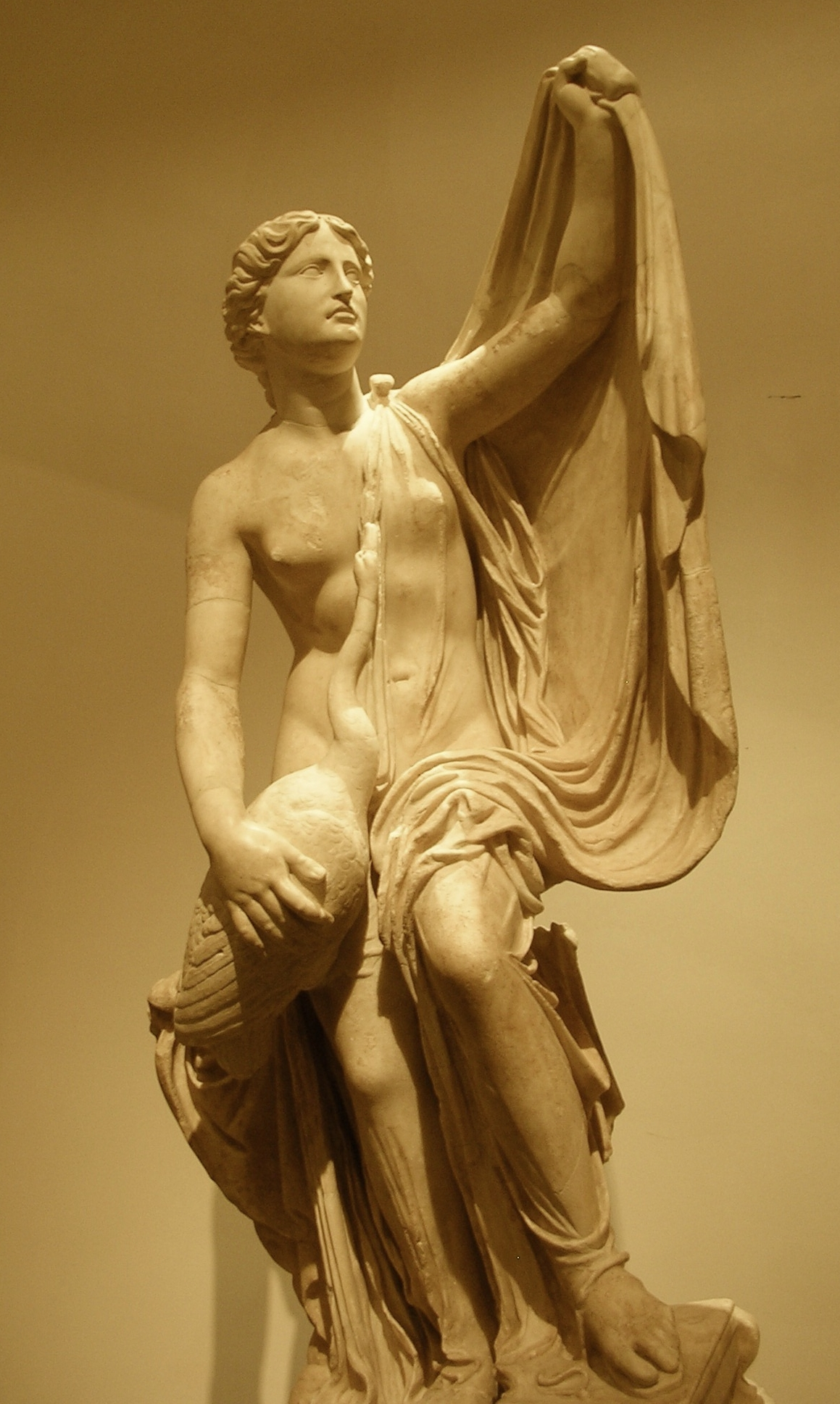
Leda, Museo del Prado, Madrid

- Adolescente nudo, I-II secolo d.C. (con restauri di Tullio Lombardo), Museo del Prado, Madrid
- Afrodite accovacciata, metà del II secolo d.C., Museo del Prado, Madrid
- Apollo, 130-140 d.C., Museo del Prado, Madrid
- Apollo, già in villa Giustiniani Odescalchi di Bassano Romano, non rintracciato
- Apollo colossale, II secolo d.C., Museo del Prado, Madrid
- Arianna addormentata, 150-175 d.C., Museo del Prado, Madrid
- Atena Promaco, 135 d.C. circa, Museo del Prado, Madrid
- Atena, inizio I secolo d.C., Museo del Prado, Madrid
- Augusto vestito, fine I secolo a.C., Museo del Prado, Madrid
- Bacco, 125-150 d.C., Museo del Prado, Madrid
- Bassorilievo con Dioniso e il suo entourage, 50 a.C. circa, Museo del Prado, Madrid
- Busto di Achille, 150-175 d.C., Museo del Prado, Madrid
- Busto di Adriano eroico, Circa 136 d.C., Museo del Prado, Madrid
- Busto di Antinoo, 131-132 d.C., Museo del Prado, Madrid
- Busto di Caracalla o Geta, 205-209 d.C., Museo del Prado, Madrid
- Busto di Caracalla, 197-204 d.C., Museo del Prado, Madrid
- Busto di Giove, 75-100 d.C., Museo del Prado, Madrid
- Busto di ragazzo con corona d'edera, 115 a.C.-100 a.C., Museo del Prado, Madrid
- Calliope, 130-150 d.C., Museo del Prado, Madrid
- Cerere, già in villa Giustiniani Odescalchi di Bassano Romano, non rintracciato
- Clio, 130-150 d.C., Museo del Prado, Madrid
- Clizia, 130-150 d.C. (con restauri di Giulio Cartari), Museo del Prado, Madrid
- Demetra, primo quarto del III secolo d.C., Museo del Prado, Madrid
- Diadumeno, 140-150 d.C., Museo del Prado, Madrid
- Eracle del ''tipo Lansdowne'', 120-130 d.C., Museo del Prado, Madrid
- Eracle, 200 d.C. circa, Museo del Prado, Madrid
- Erato, 130-150 d.C., Museo del Prado, Madrid
- Ercole, metà del II secolo d.C., Museo del Prado, Madrid
- Euterpe, 130-150 d.C., Museo del Prado, Madrid
- Fauno con la capra, 130-150 d.C., Museo del Prado, Madrid
- Festa dionisiaca, 50 a.C.-25 a.C., Museo del Prado, Madrid
- Filosofo con la testa di pseudo Seneca, 150 d.C. circa, Museo del Prado, Madrid
- Fortuna, 150-200 d.C., Museo del Prado, Madrid
- Fortuna (o Hera) acefala, villa Giustiniani Odescalchi, Bassano Romano
- Fortuna-Tiqué, 200 d.C. circa, Museo del Prado, Madrid
- Galata morente, Musei capitolini, Roma
- Giove porta l'egida, 150 d.C. circa, Museo del Prado, Madrid
- Giove tonante, 85-100 d.C., Museo del Prado, Madrid
- Gladiatore che uccide il leone (cosiddetto Gladiatore Giustiniani), villa Giustiniani, Bassano Romano
- Gruppo di sant'Ildefonso Oreste e Pílades, I secolo d.C., Museo del Prado, Madrid
- Imperatore divinizzato, 50 d.C. circa, Museo del Prado, Madrid
- Imperatore loricato acefalo, villa Giustiniani Odescalchi, Bassano Romano
- Ipno, 50-75 d.C., Museo del Prado, Madrid
- Leda, 135 d.C. circa, Museo del Prado, Madrid
- Mercurio variante dell'"Hermes Andros-Farnese'', 150-200 d.C., Museo del Prado, Madrid
- Mucca in altorilievo, 20 a.C-60 d.C., Museo del Prado, Madrid
- Musa premurosa, 69-90 d.C., Museo del Prado, Madrid
- Musa, 150 a.C.-125 a.C., Museo del Prado, Madrid
- Pan giovane, 130-150 d.C., Museo del Prado, Madrid
- Paride e Eros, Circa 150 d.C., Museo del Prado, Madrid
- Polimnia, 130-150 d.C., Museo del Prado, Madrid
- Polimnia, 150-175 d.C., Museo del Prado, Madrid
- Ritratto di un romano come Ercole, 120-130 d.C., Museo del Prado, Madrid
- Sarcofago romano, cortile di palazzo Chigi Odesclachi, Roma
- Satiro a riposo, 150-175 d.C., Museo del Prado, Madrid
- Scena di battaglia, I secolo a.C., Palazzo Reale della Granja de San Ildefonso, Segovia
- Statua colossale romana (varie), cortile di palazzo Chigi Odesclachi, Roma
- Statua femminile, 40 d.C. circa, Museo del Prado, Madrid
- Talia/Melpomene, 130-150 d.C. (con restauri di Francesco Maria Nocchieri), Museo del Prado, Madrid
- Tersicore, 130-150 d.C., Museo del Prado, Madrid
- Testa di Atena del "tipo Velletri", prima metà del I secolo d.C., Museo del Prado, Madrid
- Testa di Demetrio I Poliorcetes, 307 a.C.-300 a.C., Museo del Prado, Madrid
- Testa di figura maschile, I secolo d.C., Museo del Prado, Madrid
- Testa di Serapide, seconda metà del II secolo d.C., Museo del Prado, Madrid
- Testa di un faraone, 130-140 d.C., Museo del Prado, Madrid
- Testa di Zenone, palazzo Odescalchi, Roma
- Toro, 40-100 d.C., Museo del Prado, Madrid
- Torso tipo Ares Borghese, palazzo Chigi Odesclachi, Roma
- Traiano (?) in abito militare, 100 d.C., Museo del Prado, Madrid
- Trapezoforo (gamba del tavolo), I secolo d.C., Museo del Prado, Madrid
- Urania, 130-150 d.C., Museo del Prado, Madrid
- Venere con delfino, 140-150 d.C., Museo del Prado, Madrid
- Venere del pomo, 100-110 d.C., Museo del Prado, Madrid
- Venere di Madrid, 150 d.C. circa, Museo del Prado, Madrid

### Disegni, dipinti e sculture[48][49]

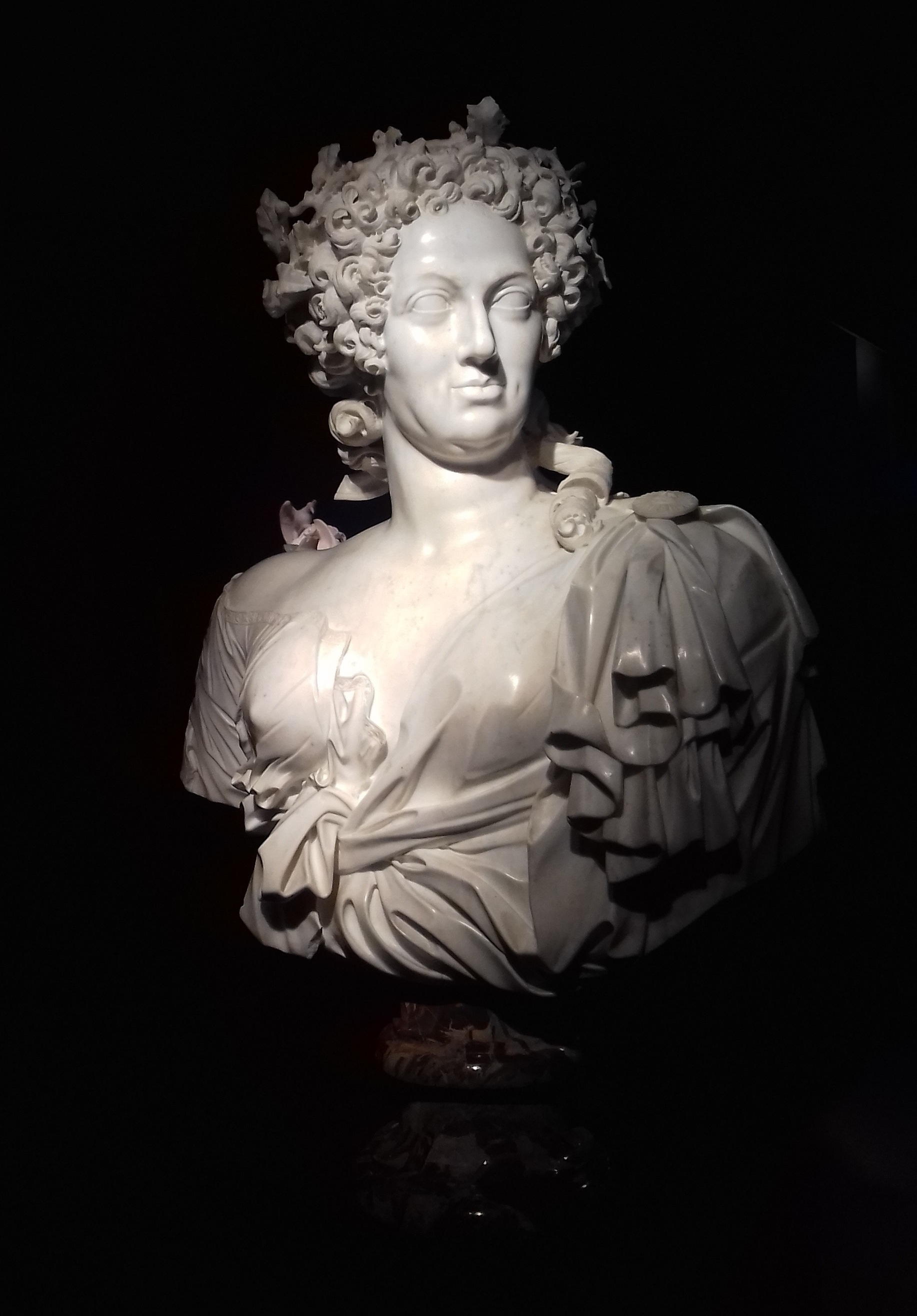
Giulio Cartari, Busto di Cristina di Svezia, Palazzo Reale della Granja de San Ildefonso, Segovia

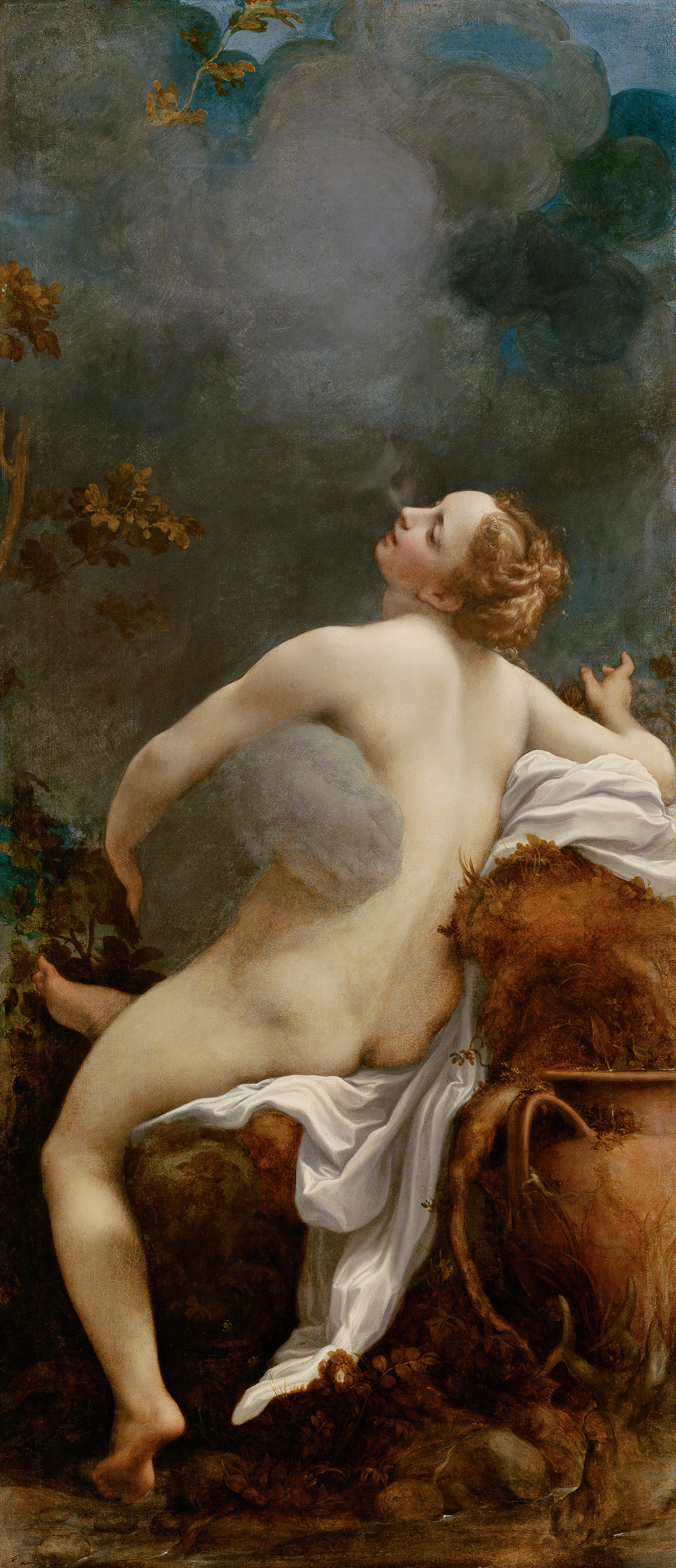
Correggio, Giove e Io, Kunsthistorisches Museum, Vienna

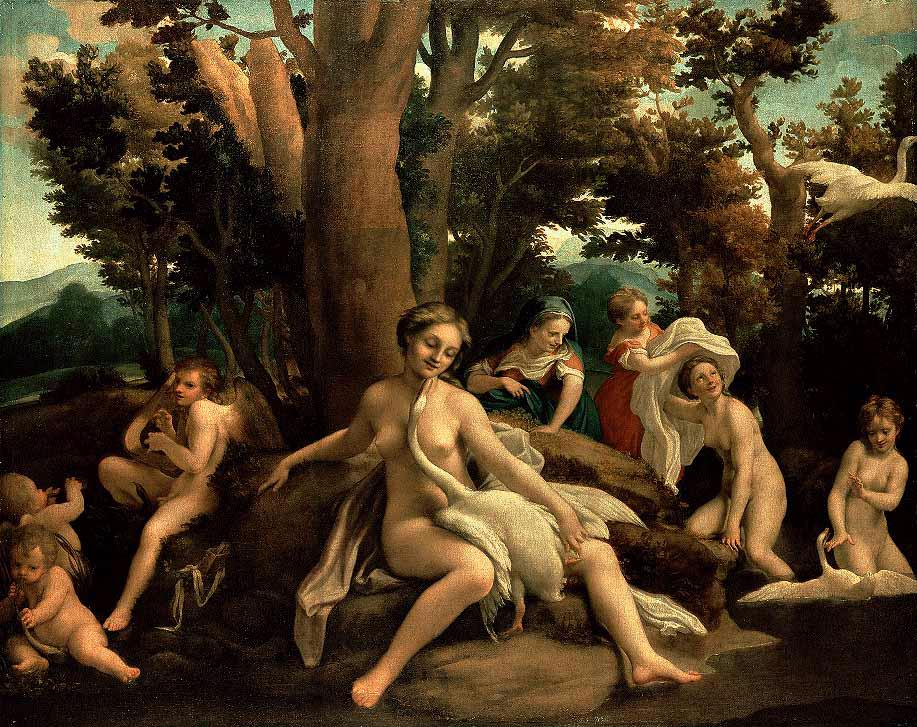
Correggio, Leda, Gemäldegalerie, Berlino

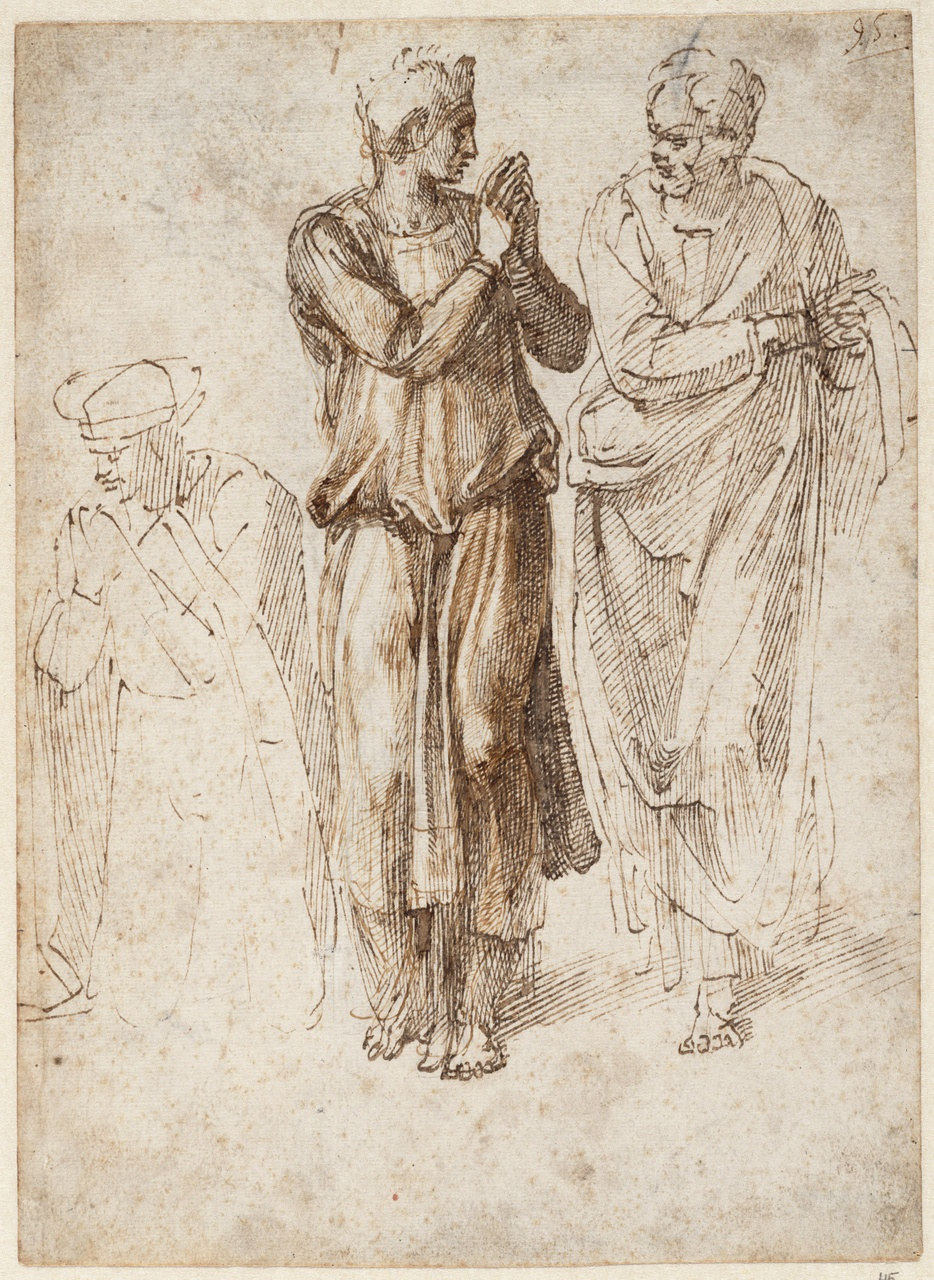
Michelangelo, Due figure in piedi e una inginocchiata, disegno, Teylers Museum, Haarlem

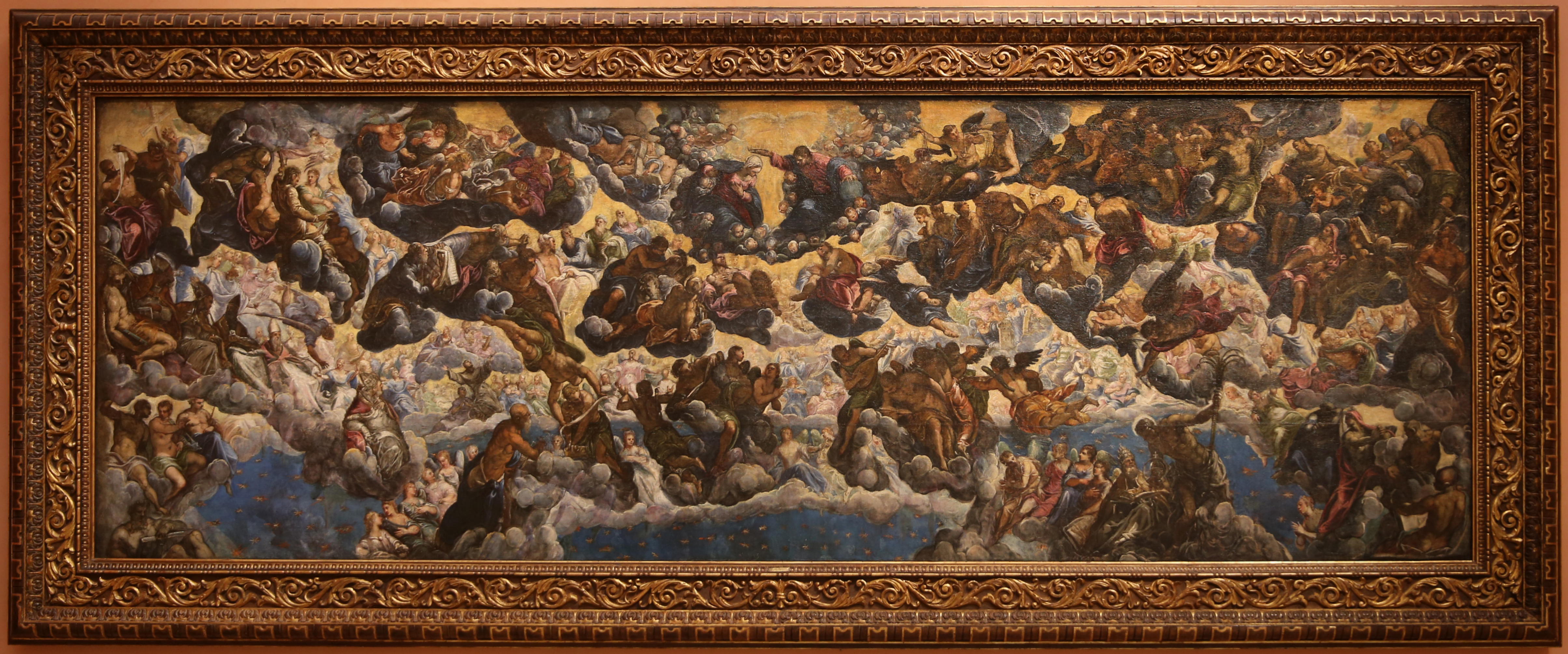
Tintoretto, Paradiso, Museo Thyssen-Bornemisza, Madrid

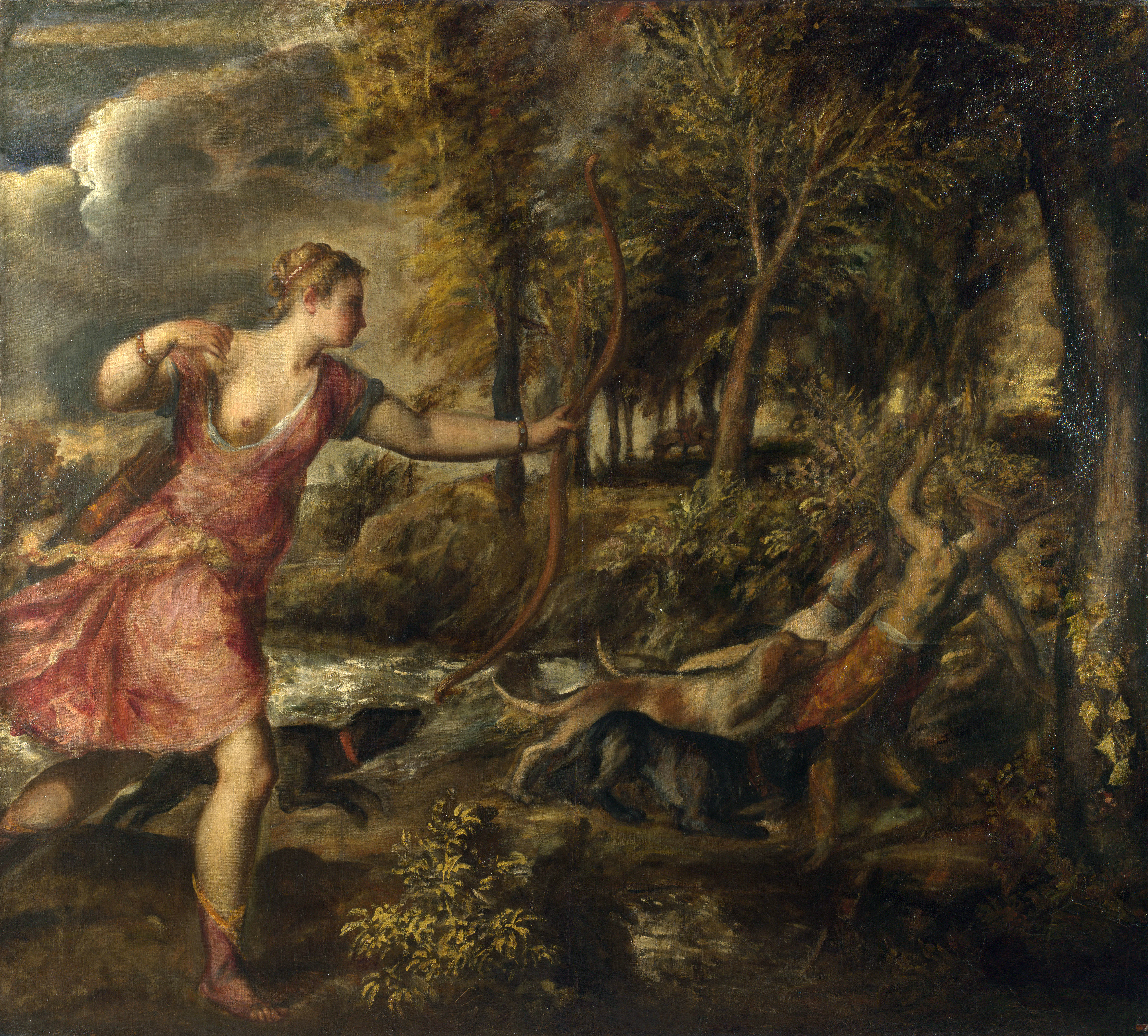
Tiziano, Atteone divorato dai cani, National Gallery, Londra e National Gallery of Scotland, Edimburgo (proprietà congiunta)

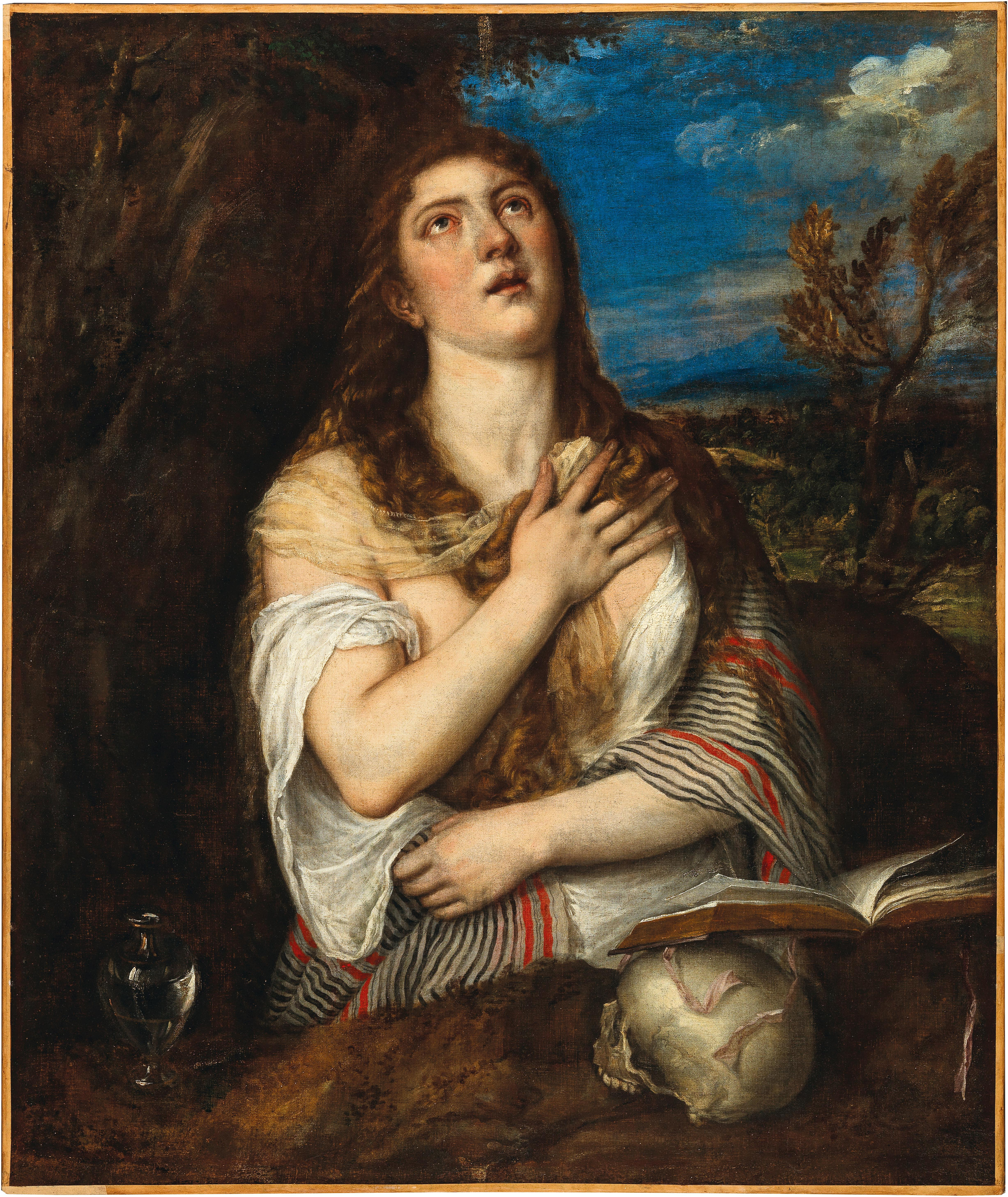
Tiziano, Maddalena penitente, collezione privata

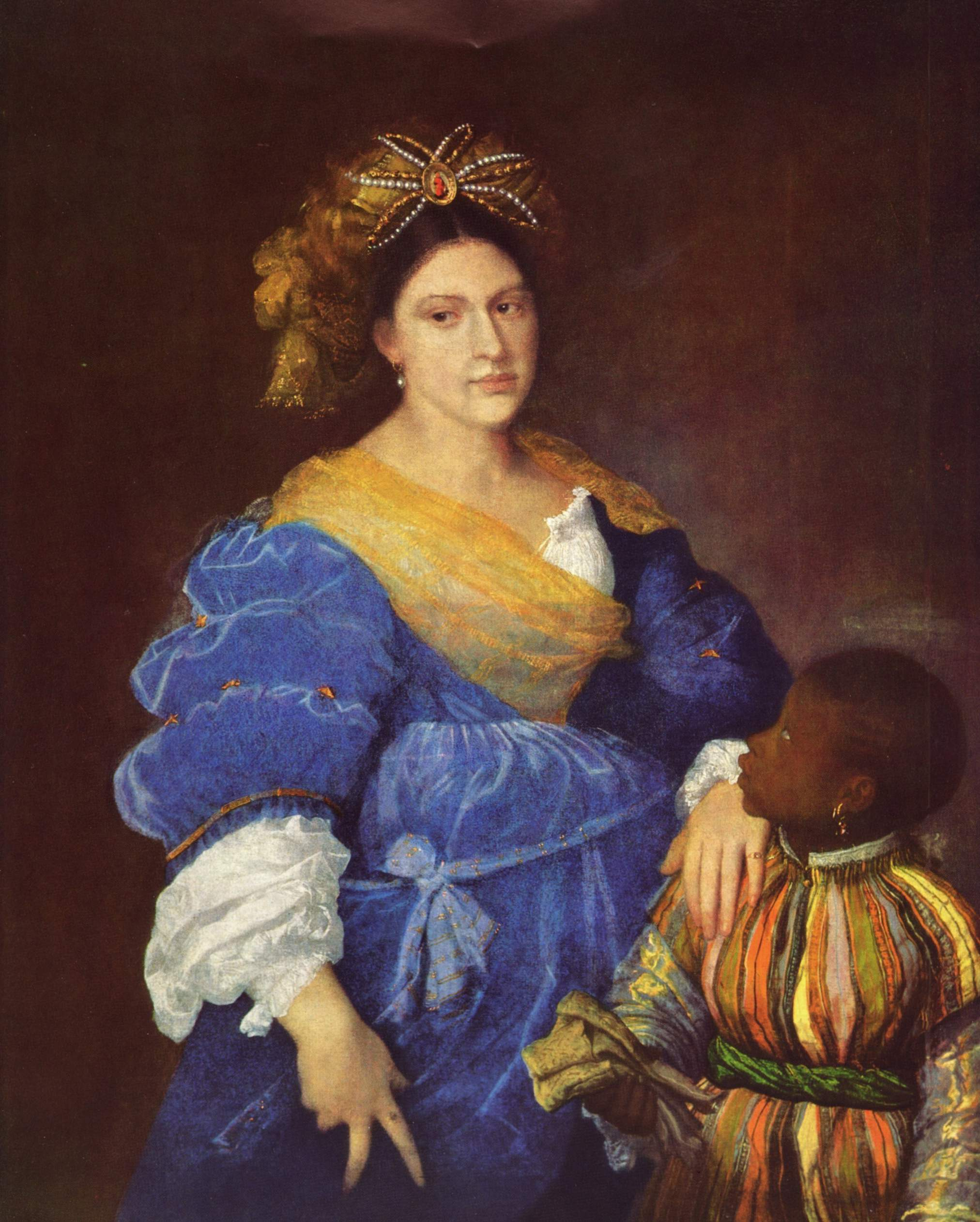
Tiziano, Ritratto di Laura Dianti, collezione Kisters, Kreuzlingen

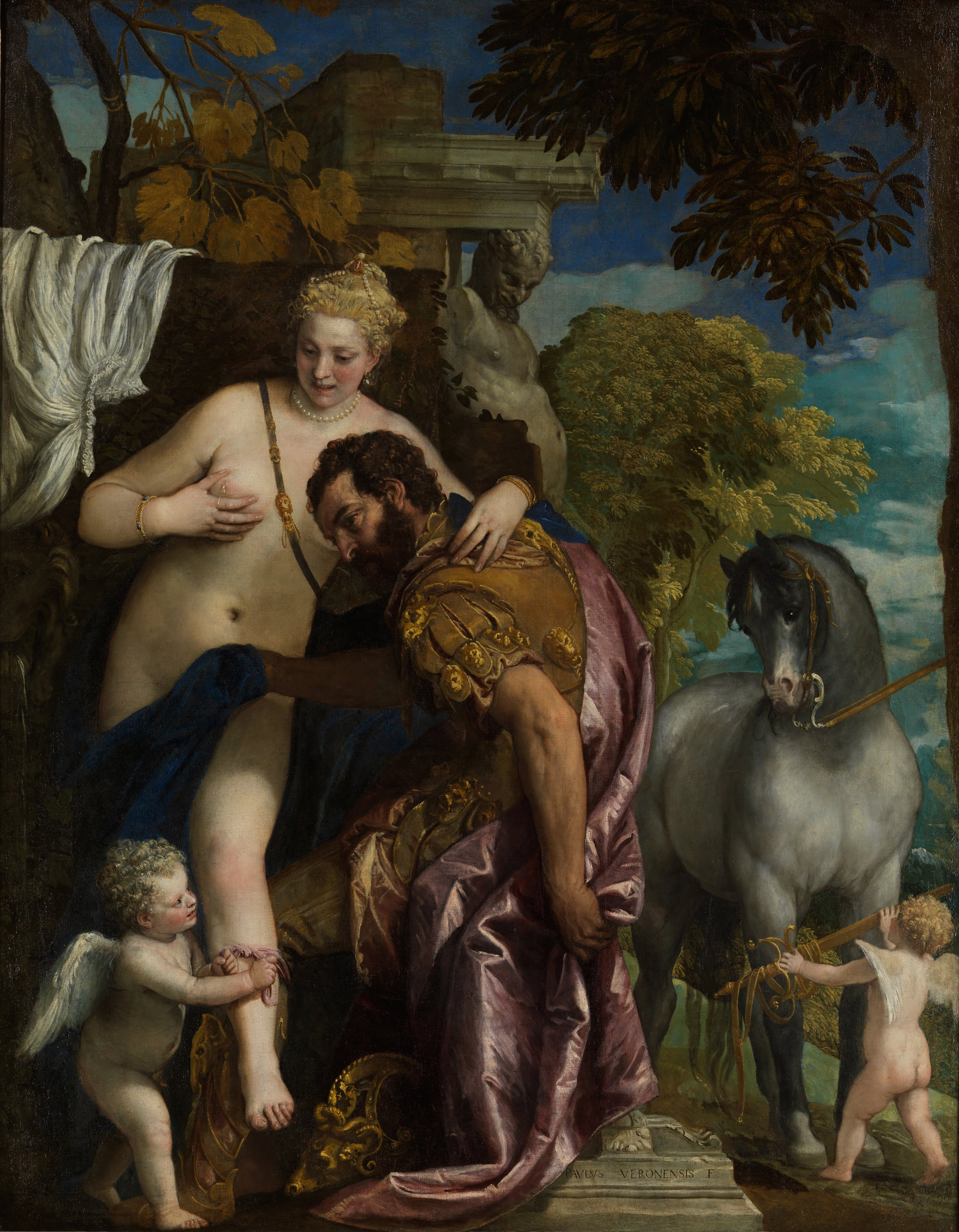
Paolo Veronese, Venere e Marte, Metropolitan Museum of Art, New York

- Anonimo, Busti di imperatori romani (×12), XVII secolo, castello Orsini Odescalchi, Bracciano
- Anonimo, Busto di Adriano,  scultura, 1600-1650, Museo del Prado, Madrid
- Anonimo, Busto di donna orientale o Semiramide, scultura, XVII secolo, Museo del Prado, Madrid
- Anonimo, Busto di Lucio Aurelio Vero,  scultura, fine XVI secolo, Museo del Prado, Madrid
- Anonimo, Busto di un etiope, scultura, inizio del XVII secolo, Museo del Prado, Madrid
- Anonimo, Colonna in marmo grigio e decorazione floreale (×2), scultura, XVII secolo, Museo del Prado, Madrid
- Anonimo, Cupido della musa Erato, scultura, 1670 circa, Museo del Prado, Madrid
- Anonimo, Ritratto equestre di Filippo IV (o di un esponente Balbi), collezione Odescalchi, palazzo Chigi Odescalchi, Roma
- Anonimo, Ritratto di Isabella de' Medici, 1560, olio su tela, castello Orsini Odescalchi, Bracciano
- Anonimo, Ritratto di Maria Felicia Orsini, 1650-1660, olio su tela, 250×165 cm, castello Orsini Odescalchi, Bracciano
- Anonimo, Ritratto di Paolo Giordano I Orsini, 1560, olio su tela, castello Orsini Odescalchi, Bracciano
- Anonimo, Testa barocca per il restauro di Atena (×2), scultura, XVII secolo, Museo del Prado, Madrid
- Anonimo, Testa femminile, scultura, XVII secolo, Museo del Prado, Madrid
- Anonimo, Venere e Cupido, XVII secolo, già nel palazzo Chigi Odescalchi di Roma, venduto, oggi non rintracciato[39]
- Anonimo fiammingo, Crocifissione, collezione Odescalchi, palazzo Chigi Odescalchi, Roma
- Anonimo fiorentino (assegnato a Cimabue), Cristo crocifisso, 1280-1305, Castello di Gallico, Asciano[39]
- Anonimo marchigiano, Madonna con Bambino in trono tra san Sebastiano, santa Barbara, san Paolo e san Giorgio, 1400-1499, collezione privata, Roma
- Anonimo monogrammista «MO», Festival di corte in giardino di villa italiana, 1566, già nel palazzo Chigi Odescalchi di Roma, venduto, oggi non rintracciato (risulta venduto alla Trynity Fine Art di Londra)[39]
- Anonimo romano, Busto di Alessandro Magno, scultura in marmo, 1680, Casa del Labrador, Aranjuez
- Anonimo romano, Veduta di campo de' Fiori, olio su tela, 51,5×66,5 cm, XVIII secolo, Galleria Nazionale d'Arte Antica di Palazzo Barberini, Roma
- Baciccio (cerchia di), Ritratto di Innocenzo XI, castello Orsini Odescalchi, Bracciano
- Federico Barocci, Fuga di Enea da Troia, non rintracciata
- Gian Lorenzo Bernini, Busto del Salvatore, marmo, basilica di San Sebastiano fuori le mura, Roma
- Gian Lorenzo Bernini, Cristo dolente, olio su tela, già in collezione Wakhevitch, collezione privata
- Caravaggio, Conversione di san Paolo, collezione Odescalchi, palazzo Chigi Odescalchi, Roma
- Annibale Carracci, Danae, già in collezione Pamphilj, poi in quella di Cristina di Svezia, poi già alla Bridgewater House di Londra, perduta durante i bombardamenti tedeschi del 1941
- Giulio Cartari (scuola di Gian Lorenzo Bernini), Busto di Cristina di Svezia,  scultura in marmo, 1680, Palazzo Reale della Granja de San Ildefonso, Segovia
- Nicolas Cordier, Tiberio, scultura, 1610-1612, Museo del Prado, Madrid
- Correggio, Danae, Galleria Borghese, Roma
- Correggio, Giove e Io, Kunsthistorisches Museum, Vienna[50]
- Correggio, Leda, Gemäldegalerie, Berlino
- Pietro da Cortona e Ciro Ferri, disegni (n. 100), già nel palazzo Chigi Odescalchi di Roma, oggi all'Istituto nazionale per la grafica, Roma[51][52]
- Silvio Cosini, Apollo, scultura, 1540 circa, Museo del Prado, Madrid
- Antonio da Crevalcore, Sacra Famiglia con san Giovannino, 1500-1510, Staatsgalerie Stuttgart, Stoccarda
- Vicino da Ferrara, Cristo in pietà con simboli della Passione, 1450-1499, collezione privata, Venezia
- Gaudenzio Ferrari, Madonna con angeli, già nel palazzo Chigi Odescalchi di Roma, venduto, oggi non rintracciato (risulta venduto alla Trynity Fine Art di Londra)[39]
- Gaudenzio Ferrari, Sacra Famiglia, già nel palazzo Chigi Odescalchi di Roma, venduto, oggi non rintracciato[39]
- Marcantonio Franceschini, Scena campestre, già nel palazzo Chigi Odescalchi di Roma, venduto, oggi non rintracciato[39]
- Saturnino Gatti, Resurrezione, olio e tempera su tavola, 33×30,5 cm, 1488-1505, già nel palazzo Chigi Odescalchi di Roma, venduto, oggi non rintracciato (risulta venduto dalla Christie’s a New York nel 1996)[39]
- Domenico Guidi, Coppia di putti che contendono la palma, scultura, perduto[21]
- Carlo Lanfranchi (?), Natura morta con fiori, frutta, ortaggi e figure, 1670-1706, collezione privata, Londra
- Carlo Lanfranchi (?), Interno di cucina con figure e selvaggina, 1670-1706, collezione privata, Londra
- Giusto Le Court e Enrico Merengo, Busto di Diana, marmo, 1679-1680, Palazzo Reale della Granja de San Ildefonso, Segovia
- Giusto Le Court e Enrico Merengo, Busto di Venere, marmo, 1679-1680, Palazzo Reale della Granja de San Ildefonso, Segovia
- Giusto Le Court, Testa di putto, marmo, 1679-1680, forse identificabile con l'Ercole bambino di Anonimo italiano del XVII secolo al Museo del Prado di Madrid[32]
- Luca da Leida, Sacra Famiglia, collezione Odescalchi, palazzo Chigi Odescalchi, Roma
- Johann Carl Loth, Sansone e Dalila, non rintracciato (forse identificabile con quello nel museo Martinengo di Brescia?)[33]
- Lucio Massari,Thamar riceve la fede dal pastore, già palazzo Chigi Odescalchi, Roma, venduto, oggi non rintracciato[39]
- Lucio Massari, Susanna tra i vecchioni, già palazzo Chigi Odescalchi di Roma, venduto, oggi non rintracciato[39]
- Maestro di San Miniato (Lorenzo di Giovanni di Nofri?), Madonna col Bambino, 1460-1499, collezione privata, Berlino
- Maestro di San Miniato (Lorenzo di Giovanni di Nofri?), Madonna col Bambino e Cristo crocifisso tra san Francesco d'Assisi e san Girolamo, 1450-1474, Galleria degli Uffizi, Firenze[53]
- Michelangelo, Due figure in piedi e una inginocchiata, disegno, 1496-1503, Teylers Museum, Haarlem
- Michelangelo, taccuini con disegni, già nel palazzo Chigi Odescalchi di Roma, venduto, oggi non rintracciato[39]
- Pierre Etienne Monnot, Adone tenuto dagli amorini, bassorilievo in terracotta, 1693, Museo del Louvre, Parigi[54]
- Pierre Etienne Monnot, Amori disarmati, bassorilievo in terracotta, 1693, Museo del Louvre, Parigi[54]
- Pierre Etienne Monnot, Augusto, scultura, 1692-1710, Museo del Prado, Madrid
- Pierre Etienne Monnot, Caccia di Diana, bassorilievo in terracotta, 1693, Museo del Louvre, Parigi[54]
- Pierre Etienne Monnot, Livio Odescalchi accoglie la regina di Polonia nel suo palazzo di Roma nel 1699, bassorilievo in terracotta, 1695, Museo del Louvre, Parigi[54]
- Pierre Etienne Monnot, Ritratto del principe Livio Odescalchi, bassorilievo in marmo, 1695, Museo del Louvre, Parigi[54]
- Pierre Etienne Monnot, Venere al bagno, scultura in marmo, 1693, Palazzo Reale della Granja de San Ildefonso, Segovia
- Pierre Etienne Monnot, Venere e Vulcano, bassorilievo in terracotta, 1693, Museo del Louvre, Parigi[54]
- Pierre Etienne Monnot, Monumento funebre di papa Innocenzo XI Odescalchi, modello in legno dipinto e terracotta dorata per il monumento funebre, 1697, Gallerie nazionali d'arte antica, Roma
- Antoon Mor, Ritratto virile, collezione Odescalchi, palazzo Chigi Odescalchi, Roma
- Raffaello, taccuini con disegni, già nel palazzo Chigi Odescalchi di Roma, venduto, oggi non rintracciato[39]
- Leonardo Reti, Coppia di putti che lottano, scultura, perduti[21]
- Salvator Rosa, taccuini con disegni, uno al palazzo Chigi Odescalchi di Roma, uno al Teylers Museum di Haarlem e due al Museo delle Belle Arti di Lipsia[55]
- Bernardo Strozzi, San Giuseppe e il Bambino, collezione Odescalchi, palazzo Chigi Odescalchi, Roma[39][56]
- Tintoretto, Paradiso, 1580, Museo Thyssen-Bornemisza, Madrid
- Tintoretto, Ritrovamento di Mosè, non rintracciato (forse quello al MET di New York?)[57]
- Benvenuto Tisi da Garofalo, Sacra conversazione, collezione Odescalchi, palazzo Chigi Odescalchi, Roma
- Tiziano, Atteone divorato dai cani, 1559-1576, National Gallery, Londra e National Gallery of Scotland, Edimburgo (proprietà congiunta)
- Tiziano, Maddalena penitente, 1550-1560, olio su tela, 115×96,7 cm, collezione privata[58]
- Tiziano, Ritratto di Laura Dianti, 1520-1525 circa, olio su tela, 119×93 cm, collezione Kisters, Kreuzlingen
- Tiziano, Salomè con la testa del Battista, 1515 circa, olio su tela, 89,5×73 cm, Galleria Doria-Pamphilj, Roma
- Tiziano, Venere e Adone, olio su tela, 187×184, 1560 ca., Galleria Nazionale d'Arte Antica di Palazzo Barberini, Roma[30]
- Jacob Ferdinand Voet, Ritratto di Livio Odescalchi, 75×60,5 cm, Walters Art Museum, Baltimora
- Jacob Ferdinand Voet, Ritratto del cardinale Benedetto Odescalchi, olio su tela, 72×56 cm, 1675 ca., Museo Poldi Pezzoli, Milano
- Gaspare Vanvitelli, Veduta del castello di Palo, collezione privata
- Gaspare Vanvitelli, Veduta del Tevere a castel Sant'Angelo, tempera su pergamena, 26,5×47,3 cm, 1683, Galleria Nazionale d'Arte Antica di Palazzo Barberini, Roma
- Gaspare Vanvitelli, Veduta del Tevere e dell'Aventino, olio su tela, 48,7×121,5 cm, Galleria Nazionale d'Arte Antica di Palazzo Barberini, Roma
- Gaspare Vanvitelli, Veduta dell'abbazia di San Nilo a Grottaferrata, olio su tela, 32×131 cm, Galleria Nazionale d'Arte Antica di Palazzo Barberini, Roma
- Gaspare Vanvitelli, Veduta dell'abbazia di San Nilo a Grottaferrata da sued est, olio su tela, 31,8×131 cm, Galleria Nazionale d'Arte Antica di Palazzo Barberini, Roma
- Gaspare Vanvitelli, Veduta della cascata di Tivoli, olio su tela, 61,6×121,7 cm, già nella Galleria Nazionale d'Arte Antica di Palazzo Barberini di Roma, è stato trafugato nel 1988 quand'era presso la Soprintendenza ai monumenti del Lazio di Roma
- Gaspare Vanvitelli, Veduta di Bracciano, del lago e del palazzo Odescalchi, collezione privata
- Gaspare Vanvitelli, Veduta di castel Sant'Angelo, olio su tela, 48,5×98,5 cm, Galleria Nazionale d'Arte Antica di Palazzo Barberini, Roma
- Gaspare Vanvitelli, Veduta di castel Sant'Angelo, collezione Odescalchi, palazzo Chigi Odescalchi, Roma
- Gaspare Vanvitelli, Veduta di Frascati, olio su tela, 60×122 cm, già nella Galleria Nazionale d'Arte Antica di Palazzo Barberini di Roma, è stato distrutto dai bombardamenti del 1944 quand'era in deposito presso l'Ambasciata d'Italia a Berlino
- Gaspare Vanvitelli, Veduta di Grottaferrata, 200×175 cm, già nel palazzo Chigi Odescalchi di Roma, venduto, oggi non rintracciato[39]
- Gaspare Vanvitelli, Veduta di piazza del Quirinale, olio su tela, 48,5×122 cm, 1684, Galleria Nazionale d'Arte Antica di Palazzo Barberini, Roma
- Gaspare Vanvitelli, Veduta di piazza del Quirinale, tempera su pergamena, 26,4×47,3 cm, 1683, Galleria Nazionale d'Arte Antica di Palazzo Barberini, Roma
- Gaspare Vanvitelli, Veduta di piazza San Pietro, collezione Odescalchi, palazzo Chigi Odescalchi, Roma
- Gaspare Vanvitelli, Veduta di piazza San Pietro, tempera su tela, 47×120 cm, già nella Galleria Nazionale d'Arte Antica di Palazzo Barberini di Roma, è stato distrutto dai bombardamenti del 1944 quand'era in deposito presso l'Ambasciata d'Italia a Berlino
- Gaspare Vanvitelli, Veduta di ponte Rotto a Ripa Grande, olio su tela, 49×122,3 cm, 1685, Galleria Nazionale d'Arte Antica di Palazzo Barberini, Roma
- Gaspare Vanvitelli, Veduta di ponte Rotto a Ripa Grande, tempera su pergamena, 16×21 cm, 1685, Galleria Nazionale d'Arte Antica di Palazzo Barberini, Roma
- Gaspare Vanvitelli, Veduta di Tivoli, 200×175 cm, già nel palazzo Chigi Odescalchi di Roma, venduto, oggi non rintracciato (venduto da Sotheby's nel 2007)[39]
- Gaspare Vanvitelli, Veduta di Trinità dei Monti, tempera su pergamena, 22,8×43,5 cm, Galleria Nazionale d'Arte Antica di Palazzo Barberini, Roma
- Gaspare Vanvitelli, Veduta di villa Medici a Roma, tempera su pergamena, 22,9×43,6 cm, 1683, Galleria Nazionale d'Arte Antica di Palazzo Barberini, Roma
- Paolo Veronese, Allegoria della Saggezza e della Forza, olio su tela, 214,6×167 cm, 1565, Frick Collection, New York
- Paolo Veronese, Allegoria della Virtù e del Vizio, olio su tela, 219,1×169,5 cm, 1565, Frick Collection, New York
- Paolo Veronese, Venere e Marte, olio su tela, 205,7×161 cm, 1560-1569, Metropolitan Museum of Art, New York

### Altro
- Armeria, Castello Orsini Odescalchi, Bracciano
- Armeria, palazzo Chigi Odescalchi, Roma
- Armeria, Museo nazionale di Palazzo Venezia, Roma
- Medaglie, Metropolitan Museum of Art, New York

## Albero genealogico degli eredi della collezione
Segue un sommario albero genealogico degli eredi della collezione Odescalchi, dove sono evidenziati in grassetto gli esponenti della famiglia che hanno ereditato, custodito, o che comunque sono risultati influenti nelle dinamiche inerenti la collezione d'arte. Per semplicità, il cognome Odescalchi viene abbreviato a "O.".
| | |                                             | | |                          |                                                                 | | | | | | | | | | | | | | | | | |                                                                                            |                                                |                                                |
| | |                                             | | |                          |                                                                 | | | | | | | | | Livio O. (1580-?) (nobile di Como) | | | | | | | | |                                                                                            |                                                |                                                |
| | |                                             | | |                          |                                                                 | | | | | | | | | | | | | | | | | |                                                                                            |                                                |                                                |
| | |                                             | | |                          |                                                                 | | | | | | | | | | | | | | | | | |                                                                                            |                                                |                                                |
| | |                                             | | |                          |                                                                 | | | | Carlo O. (?-1673) (nobile di Como)                                                                                              | Carlo O. (?-1673) (nobile di Como)                                                                                              | Nicolò O. (?-1655) (cardinale) | Nicolò O. (?-1655) (cardinale) | Innocenzo XI (1611-1689) (nato Benedetto O., istituì con i testamenti del 1658 e del 1676 il fidecommisso con vincolo di primogenitura) | Innocenzo XI (1611-1689) (nato Benedetto O., istituì con i testamenti del 1658 e del 1676 il fidecommisso con vincolo di primogenitura) | Lucrezia O. (?-?) (sposata con Alessandro Erba, da cui ebbe seguito il ramo Erba O.) | Lucrezia O. (?-?) (sposata con Alessandro Erba, da cui ebbe seguito il ramo Erba O.)                   | Giulio Maria O. (1612-1666) (vescovo)                                                                  | Giulio Maria O. (1612-1666) (vescovo) | ...e altri fratelli/sorelle | ...e altri fratelli/sorelle | | |                                                                                            |                                                |                                                |
| | |                                             | | |                          |                                                                 | | | | | | | | | | | | | | | | | |                                                                                            |                                                |                                                |
| | |                                             | | |                          |                                                                 | | | | | | | | | | | | | | | | | |                                                                                            |                                                |                                                |
| | |                                             | | |                          |                                                                 | | Livio O. (1652 o 1658-1713) (principe del S.R.I., erede universale delle ricchezze familiari fautore della collezione artistica, acquistò il castello di Bracciano e quello di Palo; morì senza eredi, pertanto la collezione fu trasferita a Baldassarre del ramo Erba-O. il quale, in virtù del vincolo di primogenitura istituito dal fidecommisso di Innocenzo XI, diede seguito al cognome e ai titoli O.) | Livio O. (1652 o 1658-1713) (principe del S.R.I., erede universale delle ricchezze familiari fautore della collezione artistica, acquistò il castello di Bracciano e quello di Palo; morì senza eredi, pertanto la collezione fu trasferita a Baldassarre del ramo Erba-O. il quale, in virtù del vincolo di primogenitura istituito dal fidecommisso di Innocenzo XI, diede seguito al cognome e ai titoli O.) | Giovanna O. (?-1679) (sposata con Giovanni Benedetto Borromeo Arese)                                                            | Giovanna O. (?-1679) (sposata con Giovanni Benedetto Borromeo Arese)                                                            | Paola Beatrice O. (?-?) (suora) | Paola Beatrice O. (?-?) (suora) | | | Antonio Maria Erba-O. (I marchese di Mondonico) | Antonio Maria Erba-O. (I marchese di Mondonico)                                                        | | | | | | |                                                                                            |                                                |                                                |
| | |                                             | | |                          |                                                                 | | | | | | | | | | | | | | | | | |                                                                                            |                                                |                                                |
| | |                                             | | |                          |                                                                 | | | | | | | | | | | | | | | | | |                                                                                            |                                                |                                                |
| | |                                             | | |                          |                                                                 | | | | | | | Alessandro Erba O. (1677-1757) (II marchese di Mondonico) | Alessandro Erba O. (1677-1757) (II marchese di Mondonico)                                                                               | | Benedetto Erba O. (1679-1740) (cardinale) | Benedetto Erba O. (1679-1740) (cardinale)                                                              | | | Baldassarre O. (1683-1746) (I principe secondogenito, fu investito del vincolo fidecommissario istituito da Innocenzo XI; alienò diverse opere della collezione, giunte soprattutto in Spagna e in Francia, e acquistò il palazzo ai Santi Apostoli, di cui erano locatari già in precedenza) | Baldassarre O. (1683-1746) (I principe secondogenito, fu investito del vincolo fidecommissario istituito da Innocenzo XI; alienò diverse opere della collezione, giunte soprattutto in Spagna e in Francia, e acquistò il palazzo ai Santi Apostoli, di cui erano locatari già in precedenza) | | |                                                                                            |                                                |                                                |
| | |                                             | | |                          |                                                                 | | | | | | | | | | | | | | | | | |                                                                                            |                                                |                                                |
| | |                                             | | |                          |                                                                 | | | | | | | | | | | | | | | | | |                                                                                            |                                                |                                                |
| | |                                             | | |                          |                                                                 | | | | | | Antonio Maria Erba O. (1712-1762) (cardinale) | Antonio Maria Erba O. (1712-1762) (cardinale) | Luigi Erba-O. (1716-1788) III marchese, ex uxore I principe di Monteleone dal 1749)                                                     | Luigi Erba-O. (1716-1788) III marchese, ex uxore I principe di Monteleone dal 1749) | Anna Paola Flaminia O. (1722-1742) (sposò nel 1738 don Domenico Orsini, XV duca di Gravina) | Anna Paola Flaminia O. (1722-1742) (sposò nel 1738 don Domenico Orsini, XV duca di Gravina)            | Teresa O. (1722-1746) (sposò Gregorio Caracciolo, VII principe di Santobuono)                          | Teresa O. (1722-1746) (sposò Gregorio Caracciolo, VII principe di Santobuono) | Marianna O. (1723-1779) (sposò a Roma nel 1743 Renato III Borromeo Arese, VII marchese di Angera e conte di Arona) | Marianna O. (1723-1779) (sposò a Roma nel 1743 Renato III Borromeo Arese, VII marchese di Angera e conte di Arona) | Livio O. (1725-1805) (II principe, sposato con Maria Vittoria Corsini, vendette in accordo col figlio e nipote nel 1803 il feudo di Bracciano a Giovanni Raimondo Torlonia per fronteggiare la crisi economica che colpì la famiglia) | Livio O. (1725-1805) (II principe, sposato con Maria Vittoria Corsini, vendette in accordo col figlio e nipote nel 1803 il feudo di Bracciano a Giovanni Raimondo Torlonia per fronteggiare la crisi economica che colpì la famiglia) | ...e altri tre fratelli/sorelle                                                            | ...e altri tre fratelli/sorelle                |                                                |
| | |                                             | | |                          |                                                                 | | | | | | | | | | | | | | | | | |                                                                                            |                                                |                                                |
| | |                                             | | |                          |                                                                 | | | | | | | | | | | | | | | | | |                                                                                            |                                                |                                                |
| | |                                             | | |                          |                                                                 | | | | | | | | Da lui ebbe seguito la linea Erba O., marchesi di Mondonico                                                                             | Da lui ebbe seguito la linea Erba O., marchesi di Mondonico | | | | Baldassarre O. (1748-1810) (III principe, sposò Caterina Valeria Giustiniani, vendette in accordo col padre e il figlio nel 1803 il feudo di Bracciano a Giovanni Raimondo Torlonia per fronteggiare la crisi economica) | Baldassarre O. (1748-1810) (III principe, sposò Caterina Valeria Giustiniani, vendette in accordo col padre e il figlio nel 1803 il feudo di Bracciano a Giovanni Raimondo Torlonia per fronteggiare la crisi economica)                                                                      | Flaminia O. (1752-1772) (sposò Sigismondo Chigi, IV principe di Farnese) | Flaminia O. (1752-1772) (sposò Sigismondo Chigi, IV principe di Farnese) | Maria Ottavia O. (1757-1829) (sposò il principe Giuseppe Rospigliosi, IV duca di Zagarolo) | Maria Ottavia O. (1757-1829) (sposò il principe Giuseppe Rospigliosi, IV duca di Zagarolo) | Antonio Maria O. (1763-1812) (vescovo di Jesi) | Antonio Maria O. (1763-1812) (vescovo di Jesi) |
| | |                                             | | |                          |                                                                 | | | | | | | | | | | | | | | | | |                                                                                            |                                                |                                                |
| | |                                             | | |                          |                                                                 | | | | | | | | | | | | | | | | | |                                                                                            |                                                |                                                |
| | |                                             | | |                          |                                                                 | | | | | | | | | Innocenzo O. (1778-1833) (IV principe Odescalchi, sposò la contessa Anna Luisa Keglevich de Buzin, vendette in accordo col padre e il nonno nel 1803 il feudo di Bracciano a Giovanni Raimondo Torlonia per fronteggiare la crisi economica) | Innocenzo O. (1778-1833) (IV principe Odescalchi, sposò la contessa Anna Luisa Keglevich de Buzin, vendette in accordo col padre e il nonno nel 1803 il feudo di Bracciano a Giovanni Raimondo Torlonia per fronteggiare la crisi economica) | Maddalena O. (1782-1846) (sposò nel 1796 il principe Luigi Boncompagni Ludovisi, principe di Piombino) | Maddalena O. (1782-1846) (sposò nel 1796 il principe Luigi Boncompagni Ludovisi, principe di Piombino) | Antonietta Teresa O. (1783-1842) (sposò nel 1803 Gerolamo Theodoli, marchese di San Vito e Pisoniano) | Antonietta Teresa O. (1783-1842) (sposò nel 1803 Gerolamo Theodoli, marchese di San Vito e Pisoniano) | Carlo O. (1785-1841) (cardinale, arcivescovo di Ferrara) | Carlo O. (1785-1841) (cardinale, arcivescovo di Ferrara) | ...e altri 5 fratelli/sorelle | ...e altri 5 fratelli/sorelle                                                              |                                                |                                                |
| | |                                             | | |                          |                                                                 | | | | | | | | | | | | | | | | | |                                                                                            |                                                |                                                |
| | |                                             | | |                          |                                                                 | | | | | | | | | | | | | | | | | |                                                                                            |                                                |                                                |
| | |                                             | | |                          |                                                                 | | | | Livio O. (1805-1885) (V principe Odescalchi, sposò la contessa polacca Zofia Katarzyna Branicki)                                | Livio O. (1805-1885) (V principe Odescalchi, sposò la contessa polacca Zofia Katarzyna Branicki)                                | Augusto O. (1808-1848) (da lui ebbe seguito il ramo ungherese della famiglia) | Augusto O. (1808-1848) (da lui ebbe seguito il ramo ungherese della famiglia) | Cecilia O. (1809-1847) (sposò a Vienna nel 1827 il conte Károly Keglevich de Buzin, suo cugino)                                         | Cecilia O. (1809-1847) (sposò a Vienna nel 1827 il conte Károly Keglevich de Buzin, suo cugino) | Paola O. (1810-1866) (sposò nel 1832 il conte Ödön Zichy de Zich et Vásonkeö) | Paola O. (1810-1866) (sposò nel 1832 il conte Ödön Zichy de Zich et Vásonkeö)                          | Vittoria O. (1811-1889) (sposò nel 1836 il conte Heinrich von Redern)                                  | Vittoria O. (1811-1889) (sposò nel 1836 il conte Heinrich von Redern) | ...e altri 4 frateli/sorelle, di cui tre morti infanti, uno da madre diversa e un altro illegittimo e poi successivamente legittimato | ...e altri 4 frateli/sorelle, di cui tre morti infanti, uno da madre diversa e un altro illegittimo e poi successivamente legittimato | | |                                                                                            |                                                |                                                |
| | |                                             | | |                          |                                                                 | | | | | | | | | | | | | | | | | |                                                                                            |                                                |                                                |
| | |                                             | | |                          |                                                                 | | | | | | | | | | | | | | | | | |                                                                                            |                                                |                                                |
| | |                                             | | |                          |                                                                 | | Baldassarre O. (1844-1909) (VI principe Odescalchi, sposò la contessa Emilia Rucellai; acquistò il castello di Santa Marinella; da questa discendenza provengono gli attuali proprietari del castello di Santa Marinella, di Palo, di Bracciano e del palazzo di Roma a largo Santi Apostoli) | Baldassarre O. (1844-1909) (VI principe Odescalchi, sposò la contessa Emilia Rucellai; acquistò il castello di Santa Marinella; da questa discendenza provengono gli attuali proprietari del castello di Santa Marinella, di Palo, di Bracciano e del palazzo di Roma a largo Santi Apostoli) | Ladislao O. (1846-1922) (fu fondatore di Ladispoli e collezionista di armi e armature, oggi suddivise tra vari musei nel mondo) | Ladislao O. (1846-1922) (fu fondatore di Ladispoli e collezionista di armi e armature, oggi suddivise tra vari musei nel mondo) | Maria O. (1851-1917) (sposò a Roma il 30 novembre 1872 il conte Franz von Kuefstein) | Maria O. (1851-1917) (sposò a Roma il 30 novembre 1872 il conte Franz von Kuefstein) | | | | | | | | | | |                                                                                            |                                                |                                                |
| | |                                             | | |                          |                                                                 | | | | | | | | | | | | | | | | | |                                                                                            |                                                |                                                |
| | |                                             | | |                          |                                                                 | | | | | | | | | | | | | | | | | |                                                                                            |                                                |                                                |
| | |                                             | | |                          | Flaminia O. (1846-1922) (sposata con Giambattista Rosipigliosi) | Flaminia O. (1846-1922) (sposata con Giambattista Rosipigliosi)                                               | Innocenzo O. (1883-1953) (VII principe, sposato con Vittoria Maria Roberta Balbi Senarega, Marchesa di Piovera, da cui ebbe in dote il quadro di Caravaggio rimasto da quel momento a Roma) | Innocenzo O. (1883-1953) (VII principe, sposato con Vittoria Maria Roberta Balbi Senarega, Marchesa di Piovera, da cui ebbe in dote il quadro di Caravaggio rimasto da quel momento a Roma) | ...e altri fratelli/sorelle | ...e altri fratelli/sorelle | | | | | | | | | | | | |                                                                                            |                                                |                                                |
| | |                                             | | |                          |                                                                 | | | | | | | | | | | | | | | | | |                                                                                            |                                                |                                                |
| | |                                             | | |                          |                                                                 | | | | | | | | | | | | | | | | | |                                                                                            |                                                |                                                |
| Livio O. (1913-1981) (VIII principe Odescalchi)                                                                       | Livio O. (1913-1981) (VIII principe Odescalchi)                                                                       |                                             | Ladislao O. (1920-2000) (IX principe)                                                                                   | Ladislao O. (1920-2000) (IX principe)                                                                                   |                          |                                                                 | Alessandro O. (1921-1989) (sposato con Amelia Lante della Rovere, ultima proprietaria della villa di Bagnaia) | Alessandro O. (1921-1989) (sposato con Amelia Lante della Rovere, ultima proprietaria della villa di Bagnaia) | | | | | | | Guido O. (?-?) (sposato con Nicoletta Chinni; questa linea ha la titolarità e il possesso del quadro di Caravaggio) | Guido O. (?-?) (sposato con Nicoletta Chinni; questa linea ha la titolarità e il possesso del quadro di Caravaggio) | ...e altri 2 fratelli/sorelle                                                                          | ...e altri 2 fratelli/sorelle                                                                          | | | | | |                                                                                            |                                                |                                                |
| | |                                             | | |                          |                                                                 | | | | | | | | | | | | | | | | | |                                                                                            |                                                |                                                |
| | |                                             | | |                          |                                                                 | | | | | | | | | | | | | | | | | |                                                                                            |                                                |                                                |
| Maria Pace O. (n. 1970) (ha creato la Fondazione intitolata al padre, che cura la gestione del castello di Bracciano) | Maria Pace O. (n. 1970) (ha creato la Fondazione intitolata al padre, che cura la gestione del castello di Bracciano) |                                             | Carlo O. (n. 1954) (X principe, sposato con Lucia Nalli, gestisce l'attività del castello di Palo e di Santa Marinella) | Carlo O. (n. 1954) (X principe, sposato con Lucia Nalli, gestisce l'attività del castello di Palo e di Santa Marinella) |                          | Innocenzo O. Sposato con Lidia Dominika Radziwill               | Innocenzo O. Sposato con Lidia Dominika Radziwill                                                             | Federico O. | Federico O. | Filippo O. (1958-1990) | Filippo O. (1958-1990) | Giulia O. (n. 1963) (sposata con Roberto Bilotti Ruggi d’Aragona, è stata tacciata di aver depauperato la collezione d'arte con l'esportazione illecita e la vendita di svariate opere) | Giulia O. (n. 1963) (sposata con Roberto Bilotti Ruggi d’Aragona, è stata tacciata di aver depauperato la collezione d'arte con l'esportazione illecita e la vendita di svariate opere) | Vittoria O. (n. 1965) | Vittoria O. (n. 1965) | Michele O. (n. 1968) | Michele O. (n. 1968)                                                                                   | | | | | | |                                                                                            |                                                |                                                |
| | |                                             | | |                          |                                                                 | | | | | | | | | | | | | | | | | |                                                                                            |                                                |                                                |
| | |                                             | | |                          |                                                                 | | | | | | | | | | | | | | | | | |                                                                                            |                                                |                                                |
| [...] | [...] | Sofia O. (n. 1992) (personaggio televisivo) | Sofia O. (n. 1992) (personaggio televisivo)                                                                             | Baldassarre O. (n. 1993)                                                                                                | Baldassarre O. (n. 1993) | [...]                                                           | [...] | [...] | [...] | [...] | [...] | [...] | [...] | [...] | [...] | [...] | [...]                                                                                                  | | | | | | |                                                                                            |                                                |                                                |